# Comuna Gârbău, Cluj
Gârbău (în maghiară Magyargorbó, colocvial Gorbó) este o comună în județul Cluj, Transilvania, România, formată din satele Cornești, Gârbău (reședința), Nădășelu, Turea și Viștea.
Din punct de vedere etnografic, comuna face parte din Țara Călatei (în maghiară: Kalotaszeg).

## Date geografice
Altitudinea medie: 424 m.

## Demografie
Componența etnică a comunei Gârbău
     Români (39,85%)
     Maghiari (35,49%)
     Romi (1,5%)
     Alte etnii (23,16%)
Componența confesională a comunei Gârbău
     Ortodocși (35,96%)
     Reformați (33,47%)
     Greco-catolici (1,97%)
     Romano-catolici (1,41%)
     Alte religii (3,38%)
     Necunoscută (23,82%)
Conform recensământului efectuat în 2021, populația comunei Gârbău se ridică la 2.133 de locuitori, în scădere față de recensământul anterior din 2011, când fuseseră înregistrați 2.440 de locuitori. Cei mai mulți locuitori sunt români (39,85%), cu minorități de maghiari (35,49%) și romi (1,5%). Din punct de vedere confesional, cei mai mulți locuitori sunt ortodocși (35,96%), cu minorități de reformați (33,47%), greco-catolici (1,97%) și romano-catolici (1,41%), iar pentru 23,82% nu se cunoaște apartenența confesională.

## Politică și administrație
Comuna Gârbău este administrată de un primar și un consiliu local compus din 11 consilieri. Primarul, Gheorghe-Lucian Broaina[*], de la Partidul Național Liberal, este în funcție din 2008. Începând cu alegerile locale din 2024, consiliul local are următoarea componență pe partide politice:
|  | Partid                                 | Consilieri | Componența Consiliului | Componența Consiliului | Componența Consiliului | Componența Consiliului |
|  | -------------------------------------- | ---------- | ---------------------- | ---------------------- | ---------------------- | ---------------------- |
|  | Partidul Național Liberal              | 4          |                        |                        |                        |                        |
|  | Uniunea Democrată Maghiară din România | 4          |                        |                        |                        |                        |
|  | Partidul Social Democrat               | 2          |                        |                        |                        |                        |
|  | Alianța Dreapta Unită                  | 1          |                        |                        |                        |                        |

### Evoluție istorică
De-a lungul timpului populația comunei a evoluat astfel:
Gârbău - evoluția demografică

|  | Graficele sunt indisponibile din cauza unor probleme tehnice. Mai multe informații se găsesc la Phabricator și la wiki-ul MediaWiki. |

Date: Recensăminte sau birourile de statistică - grafică realizată de Wikipedia

## Lăcașuri de cult
- Biserica de lemn din Gârbău
- Biserica de lemn din Turea
- Biserica de lemn din Cornești, Cluj
- Biserica reformată din Viștea

## Obiective istorico-turistice
- Conacul Laszay din 1791.
- Un fragment dintr-un vechi baptisteriu din secolul al XV-lea marchează pe un deal din localitate locul unde în Evul Mediu a existat o biserică maghiară.

## Imagini

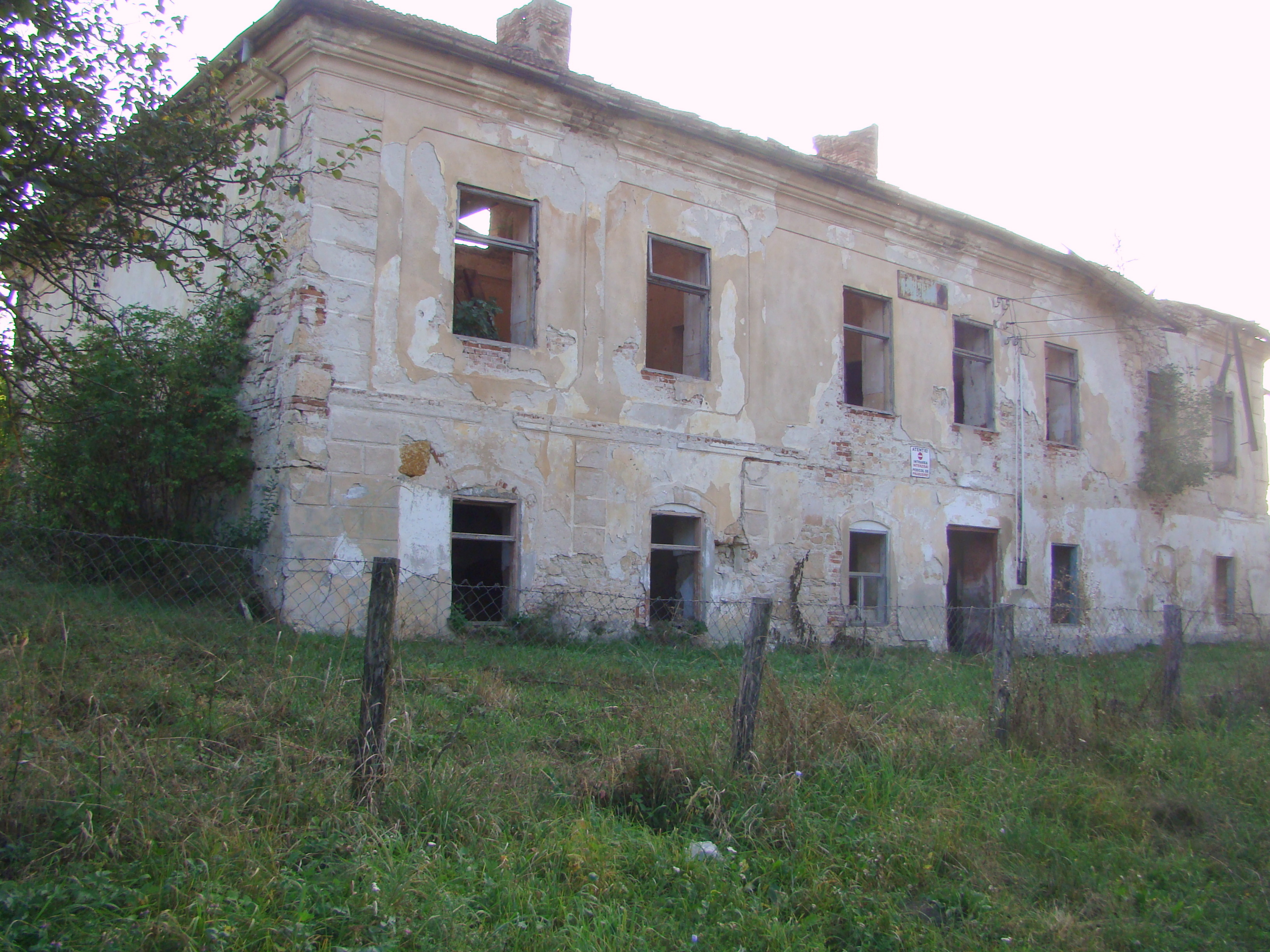
Conacul "Laszay" din Gârbău (monument istoric)
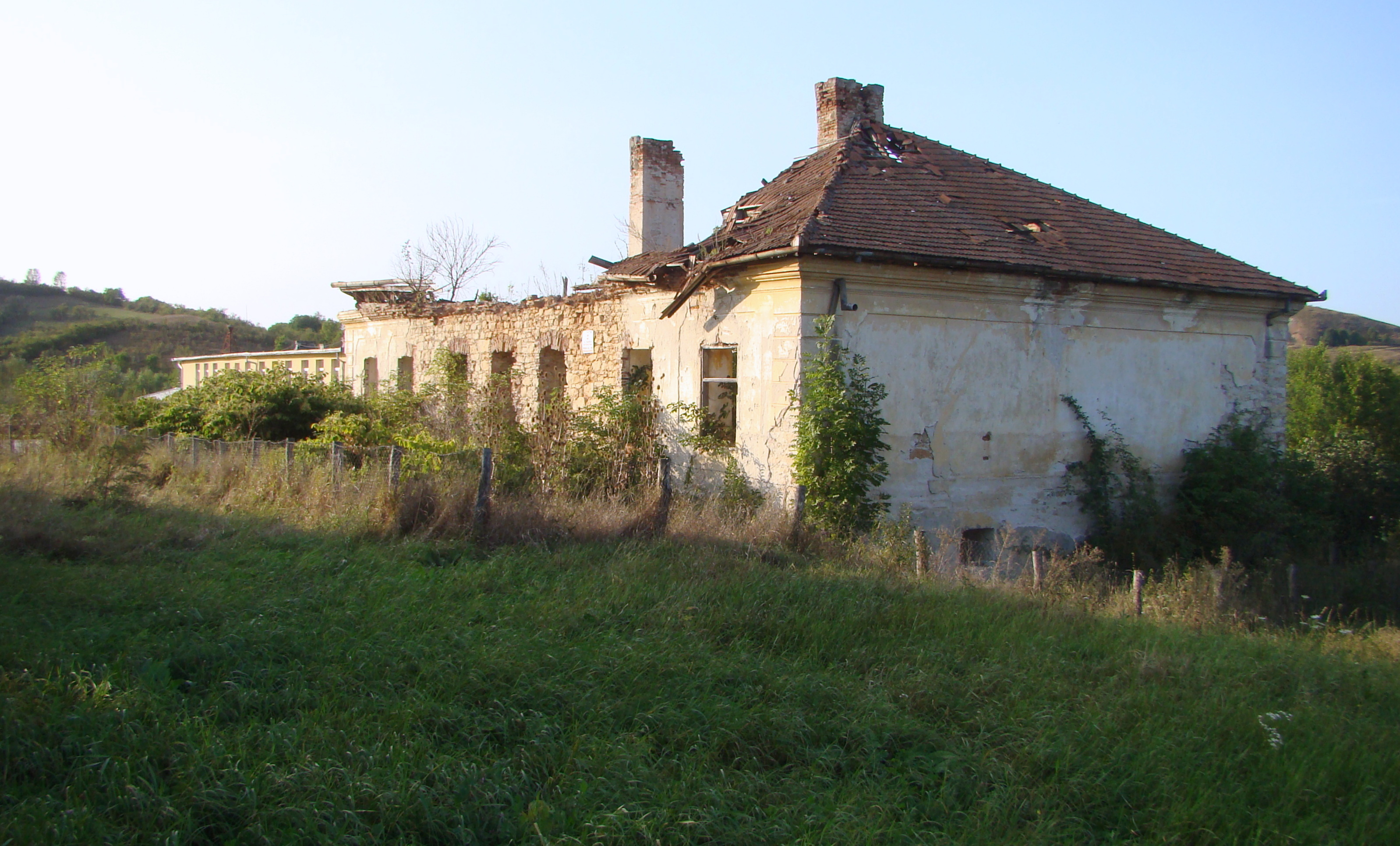
Conacul "Laszay" din Gârbău (monument istoric)
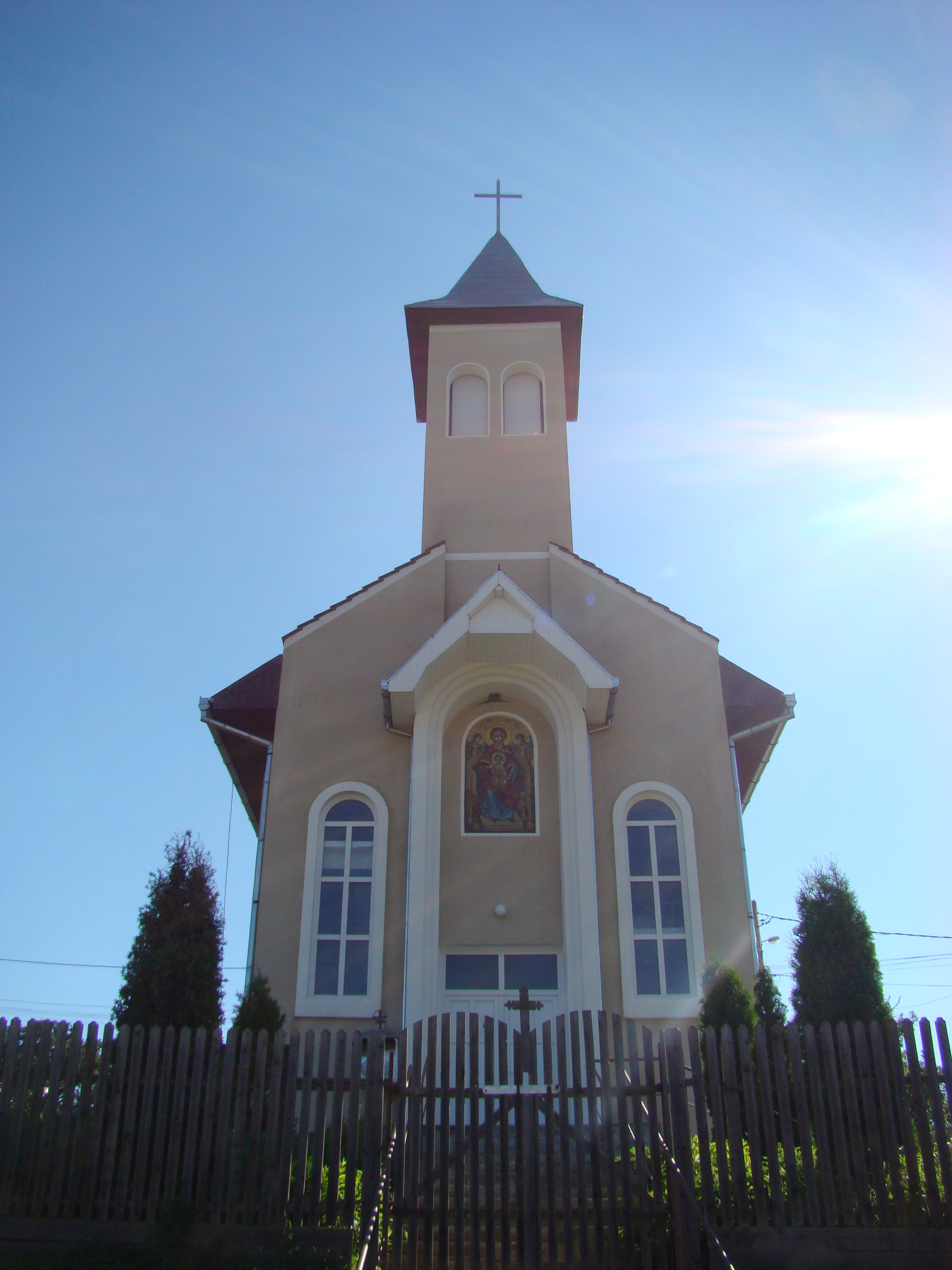
Biserica greco-catolică din Gârbău
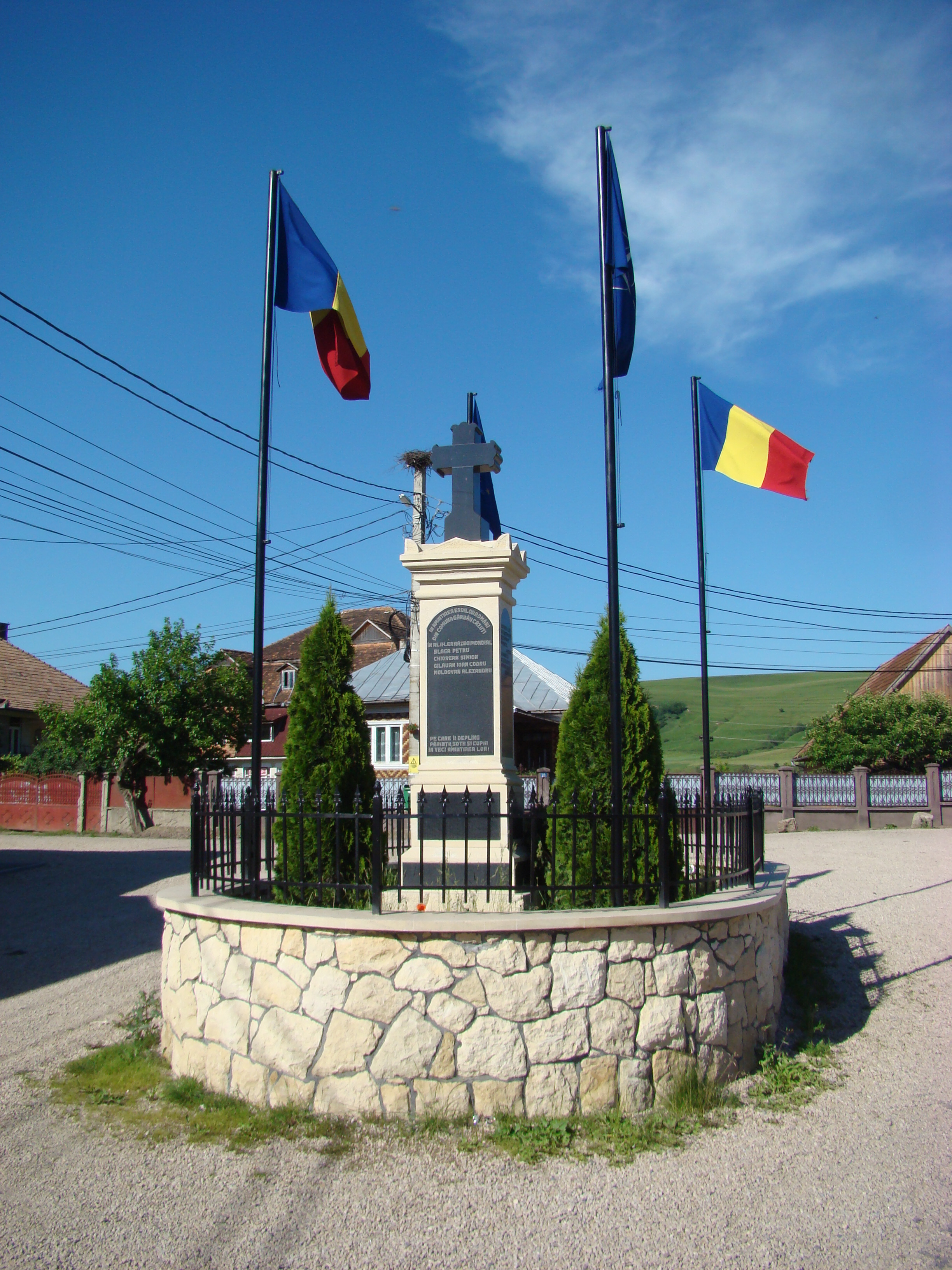
Monumentul Erolior români
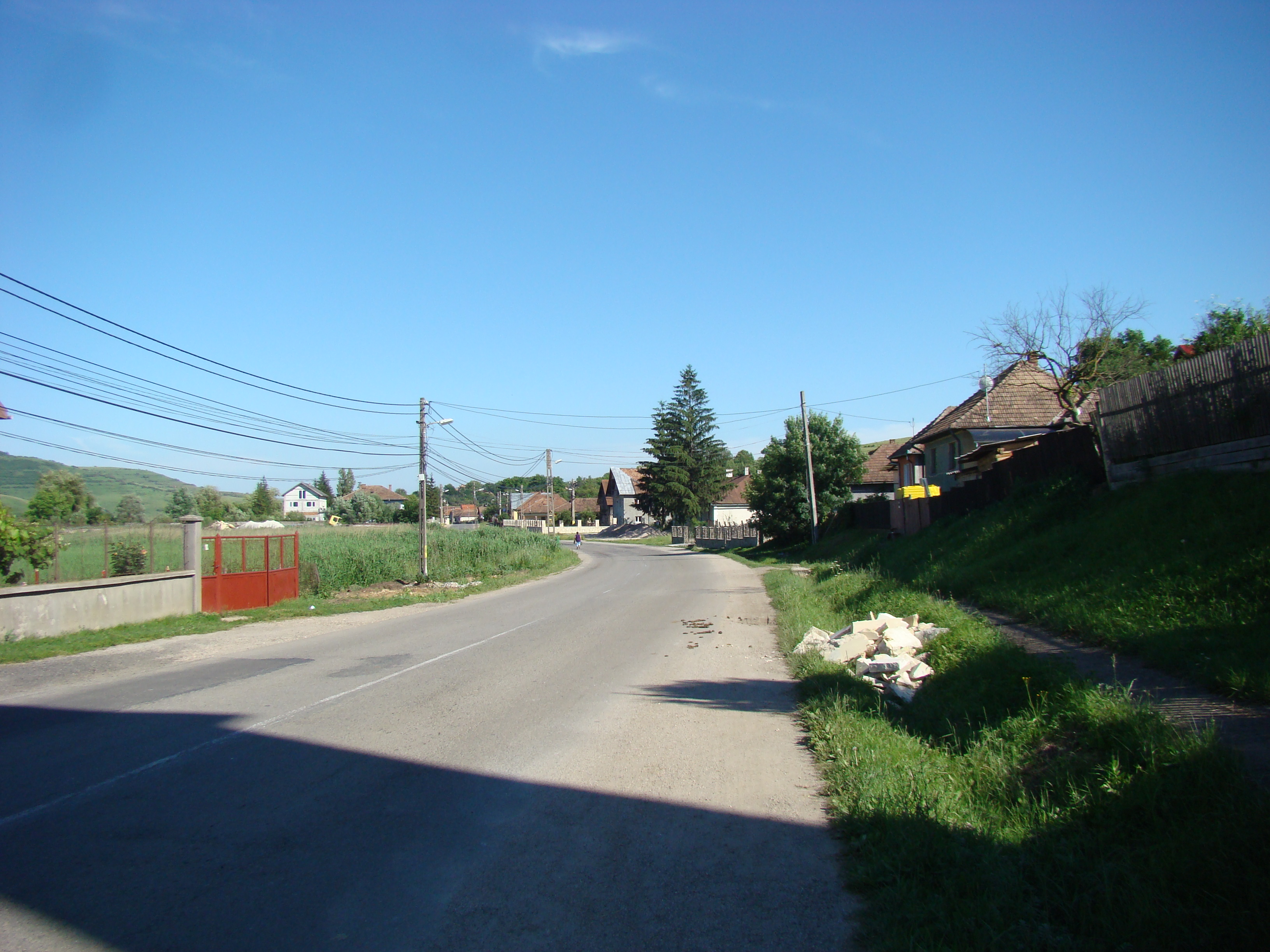
Gârbău, județul Cluj
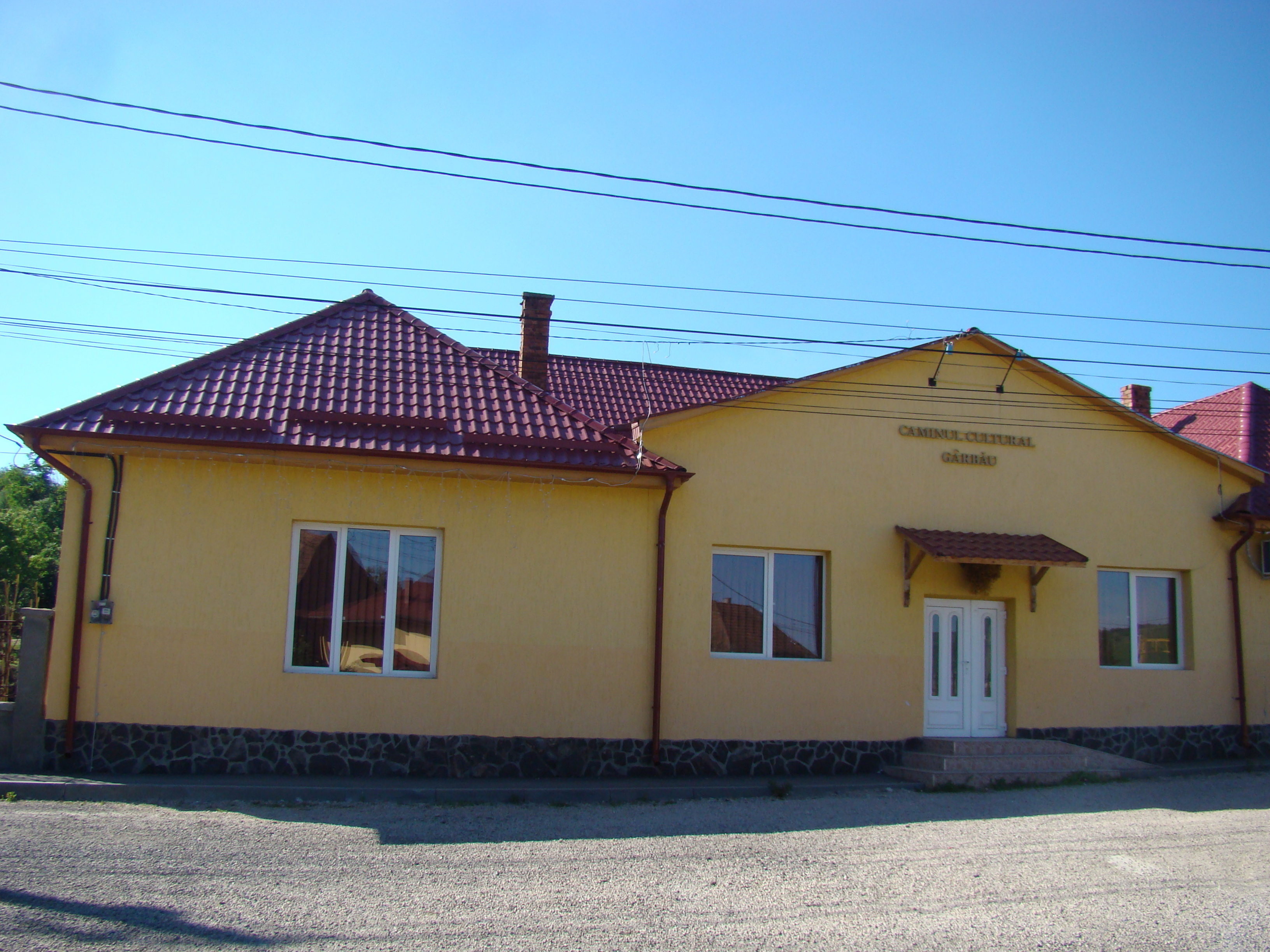
Căminul cultural Gârbău
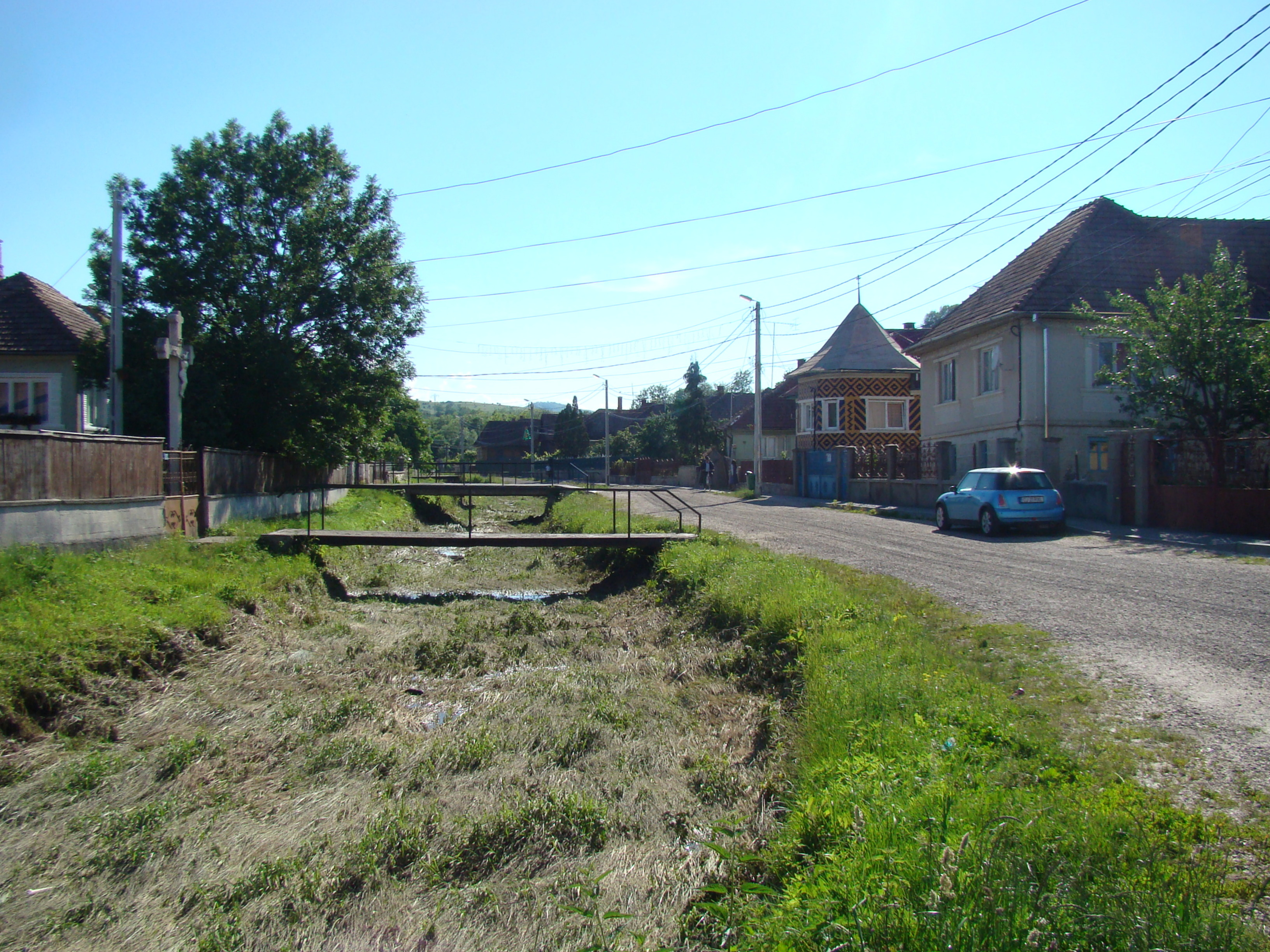
Gârbău, județul Cluj
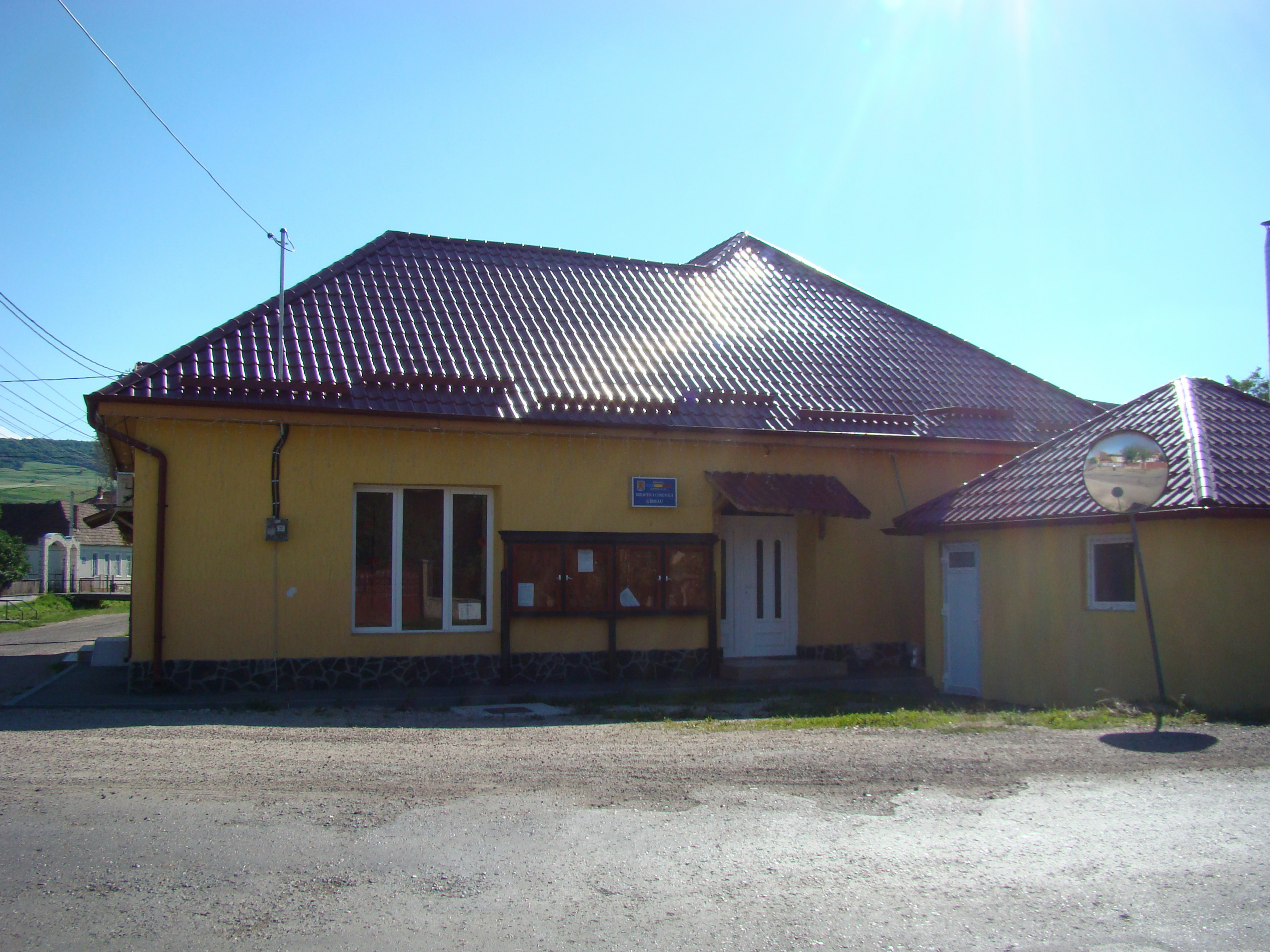
Biblioteca comunală
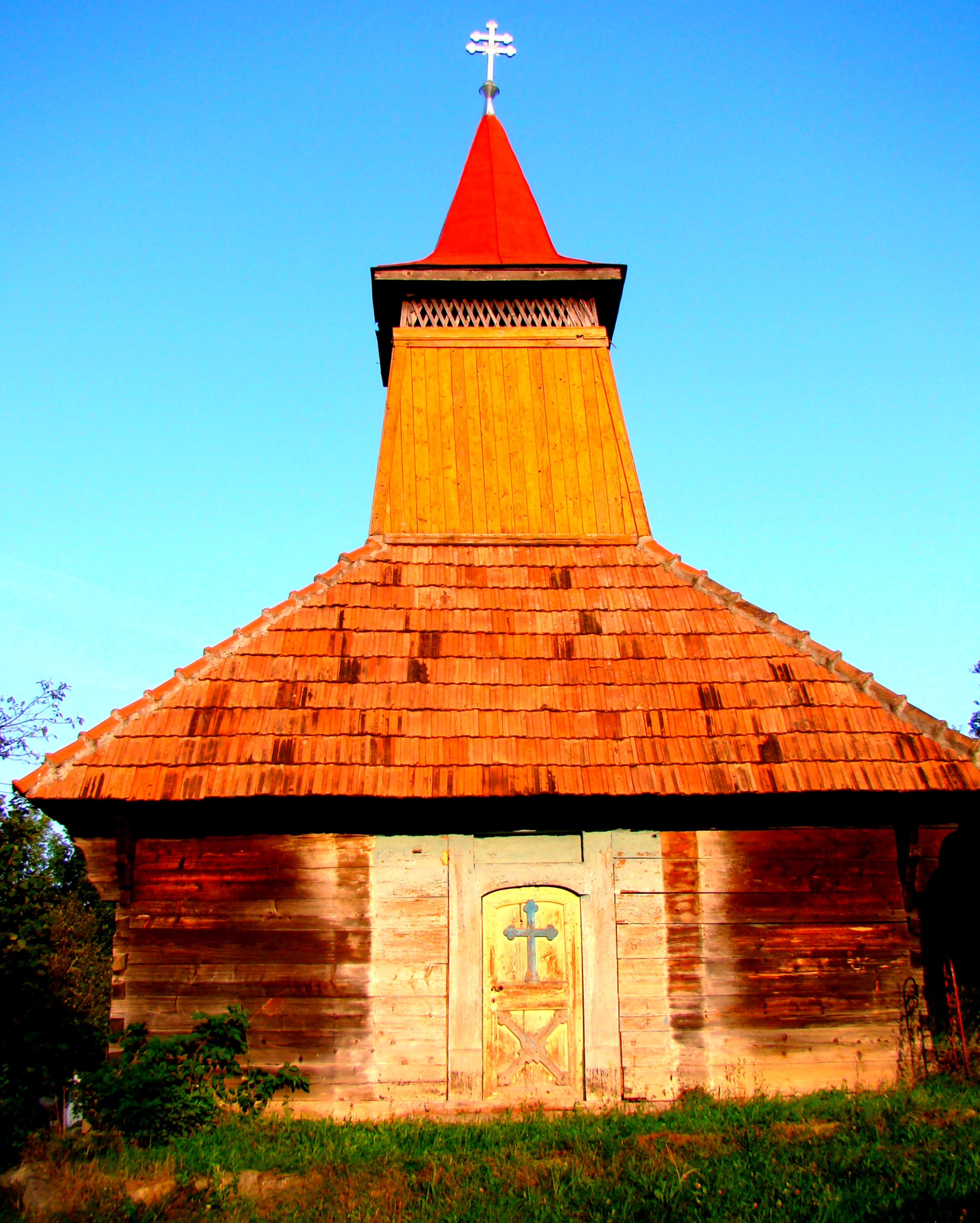
Biserica de lemn din Gârbău (monument istoric)
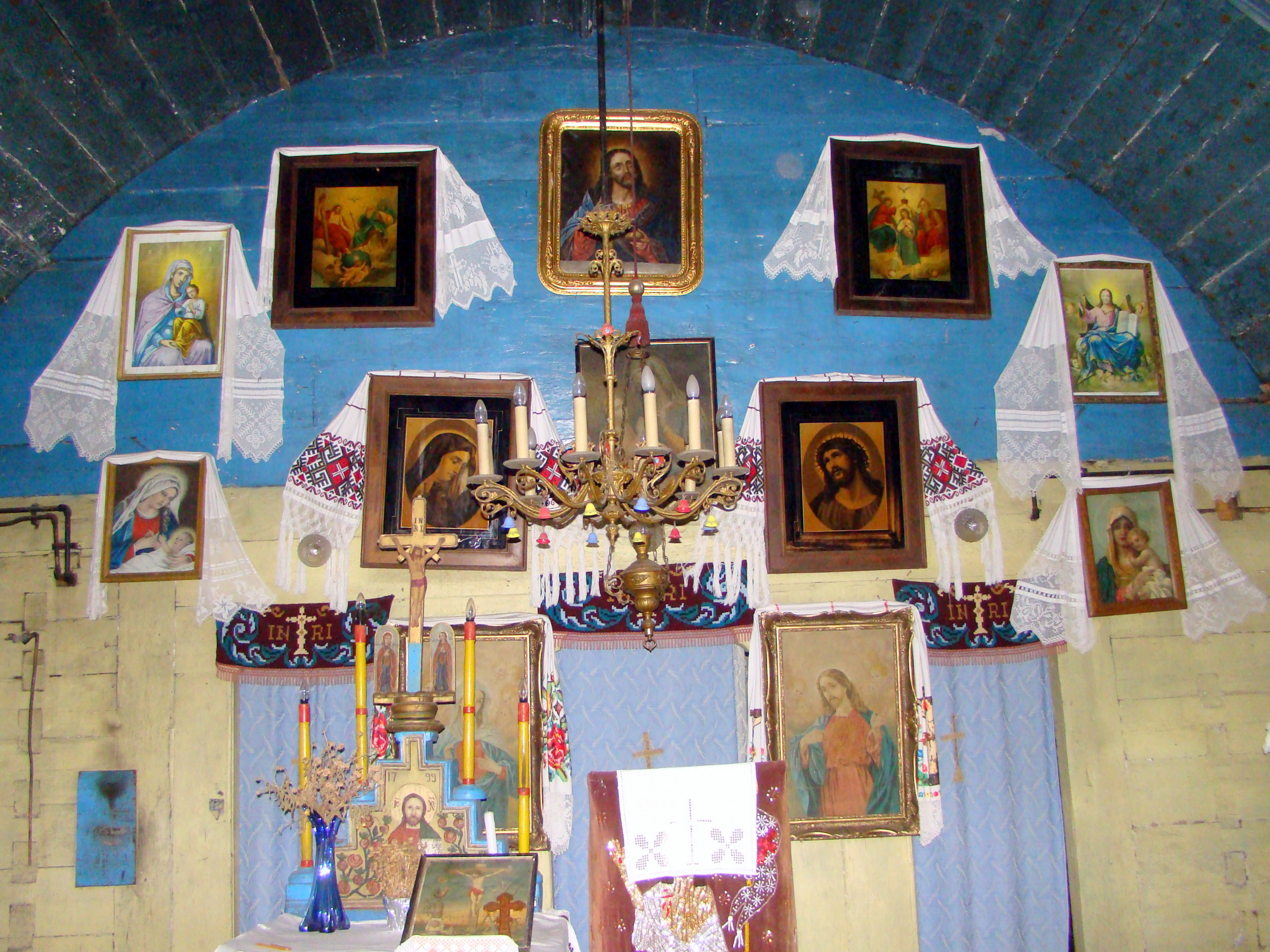
Biserica de lemn din Gârbău (interior, monument istoric)
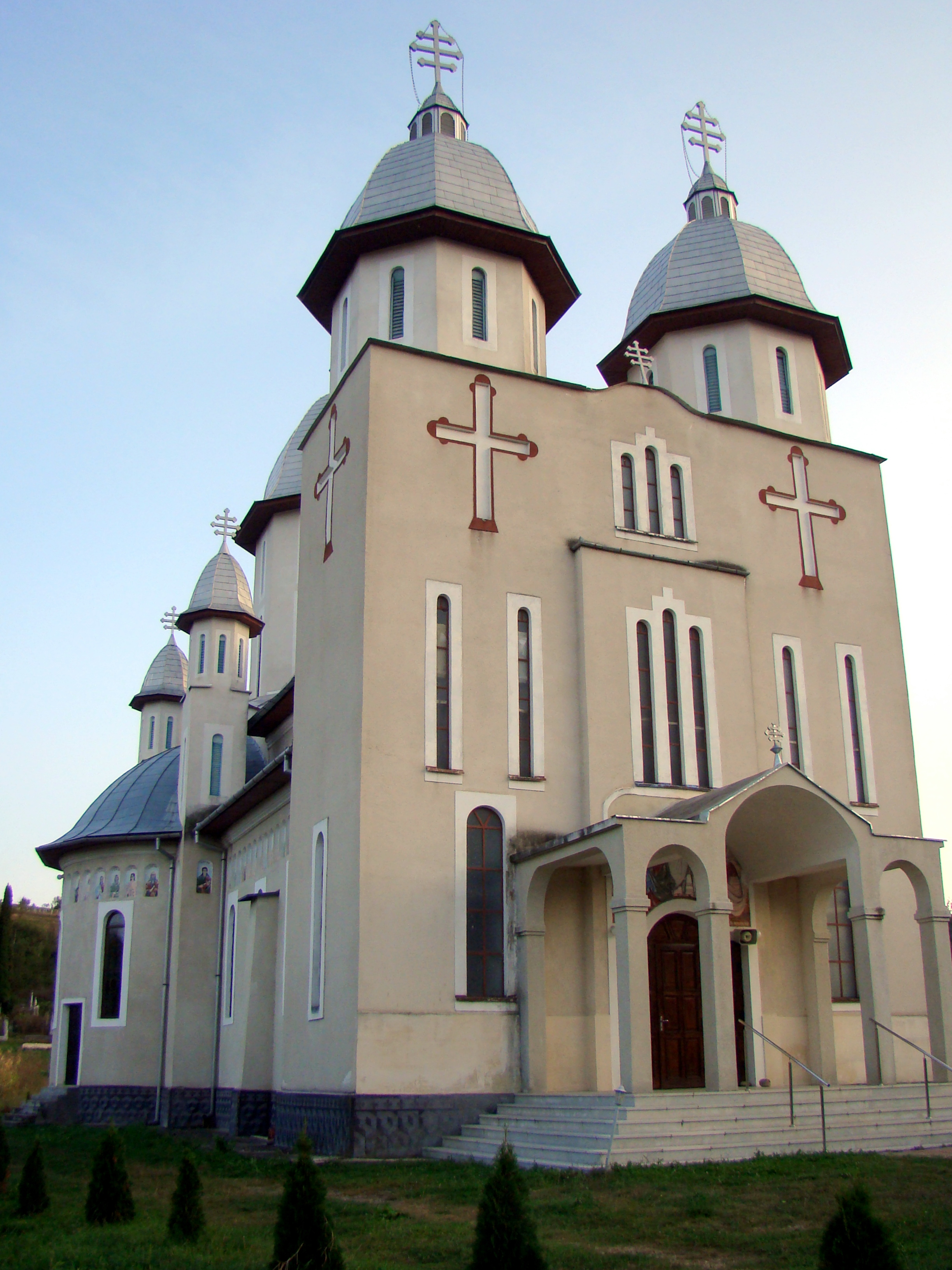
Biserica ortodoxă de piatră din Gârbău
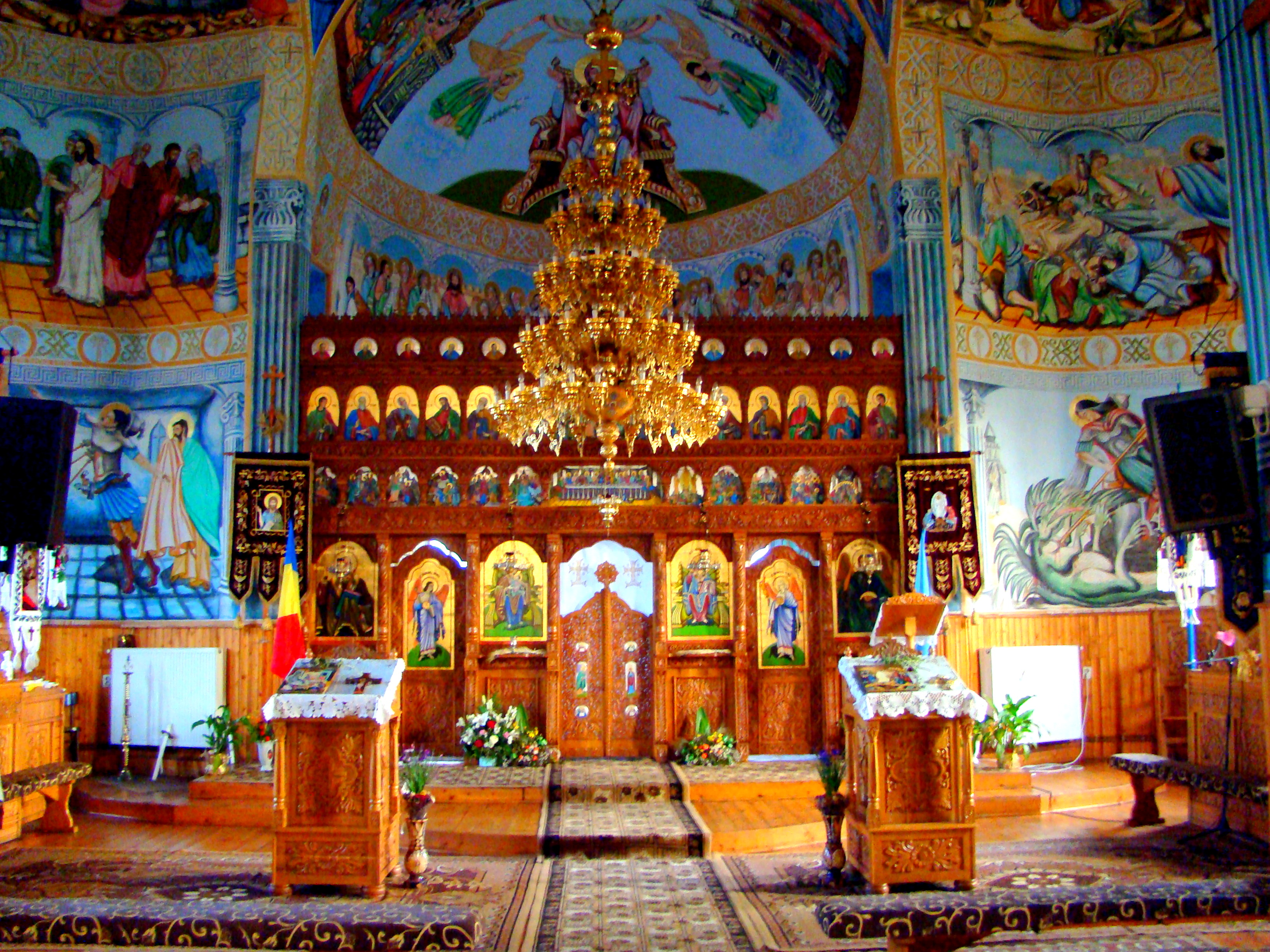
Biserica ortodoxă din Gârbău (interior)
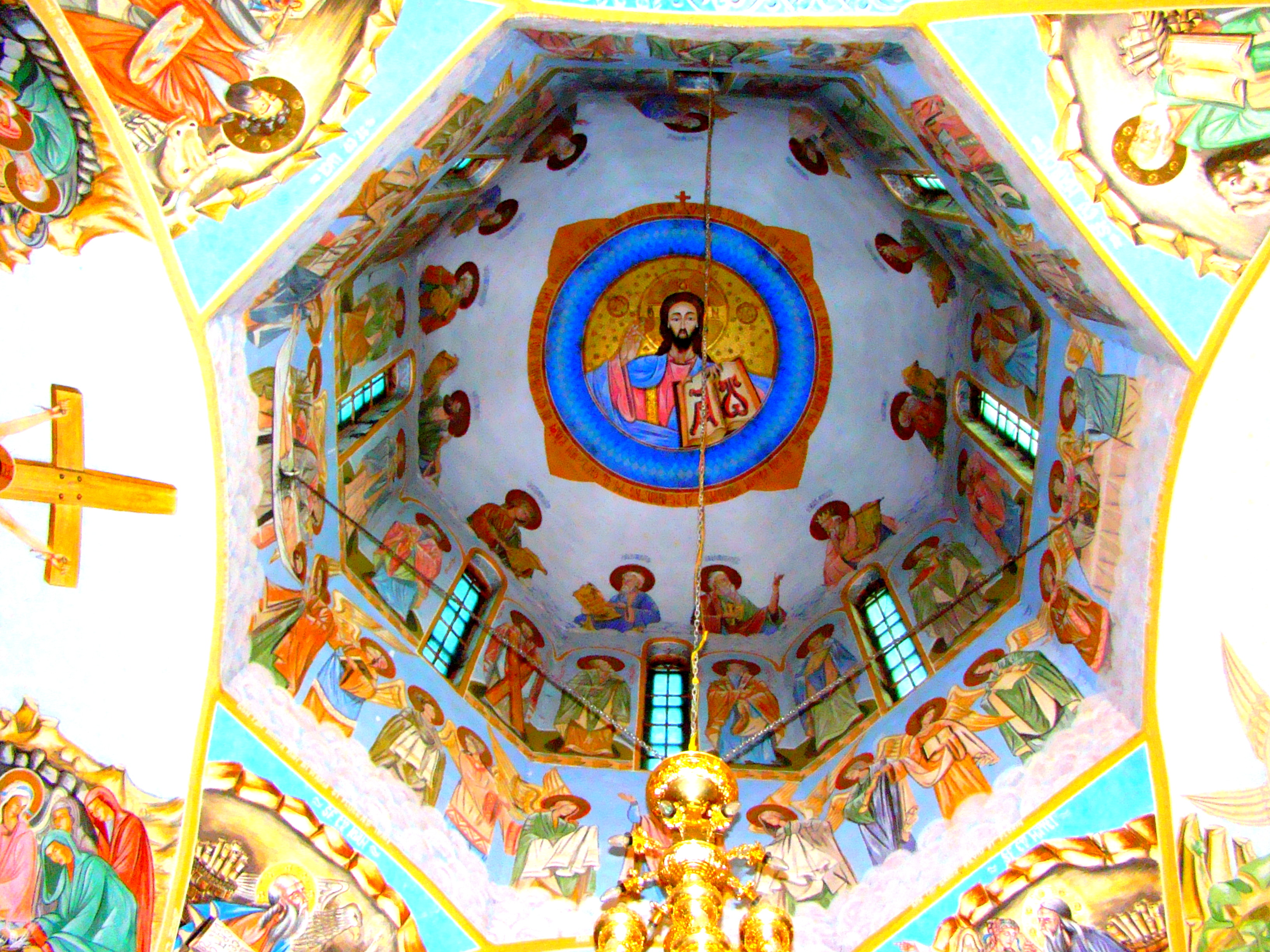
Biserica ortodoxă din Gârbău (detaliu)
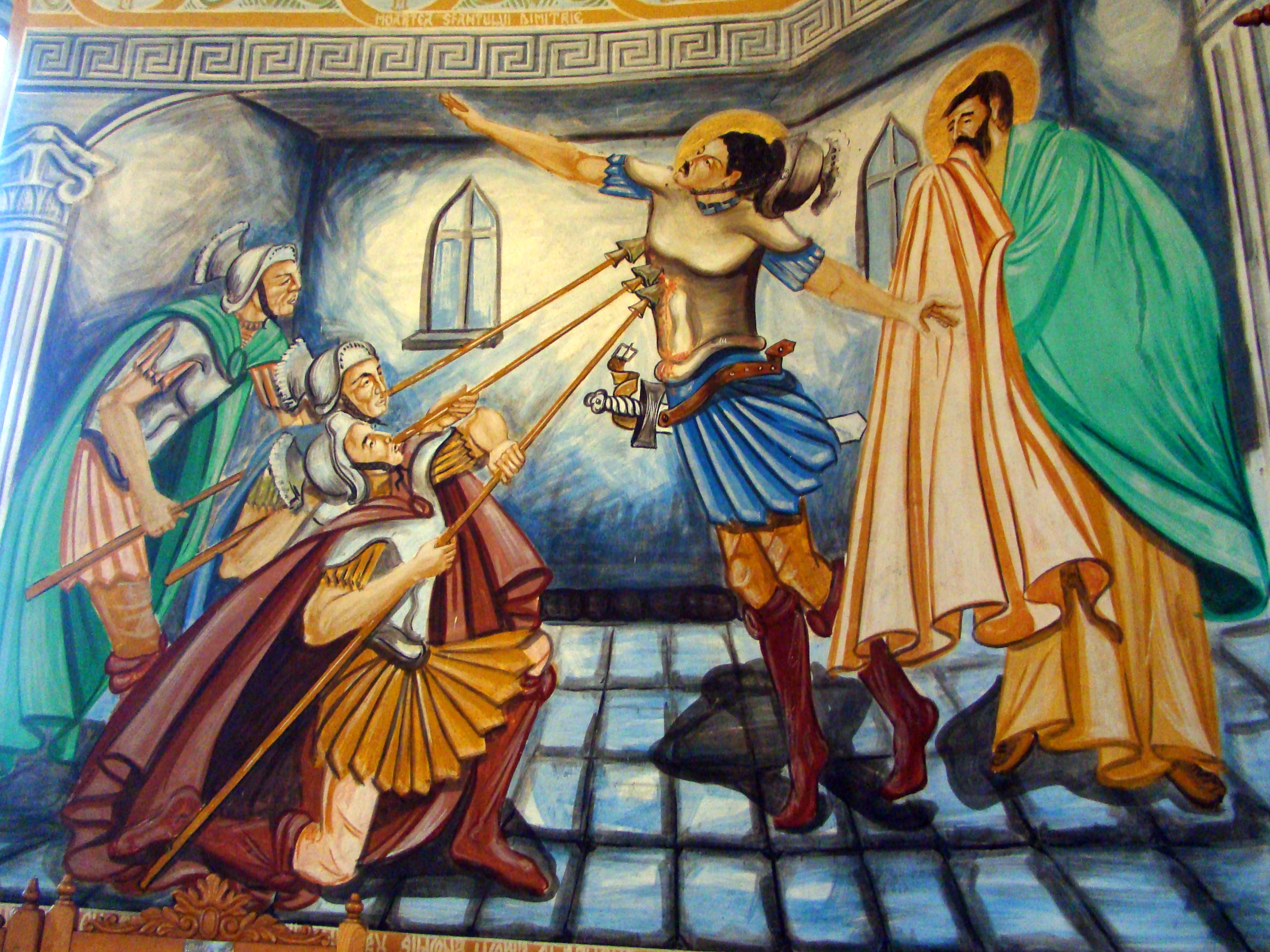
Biserica ortodoxă din Gârbău (detaliu)
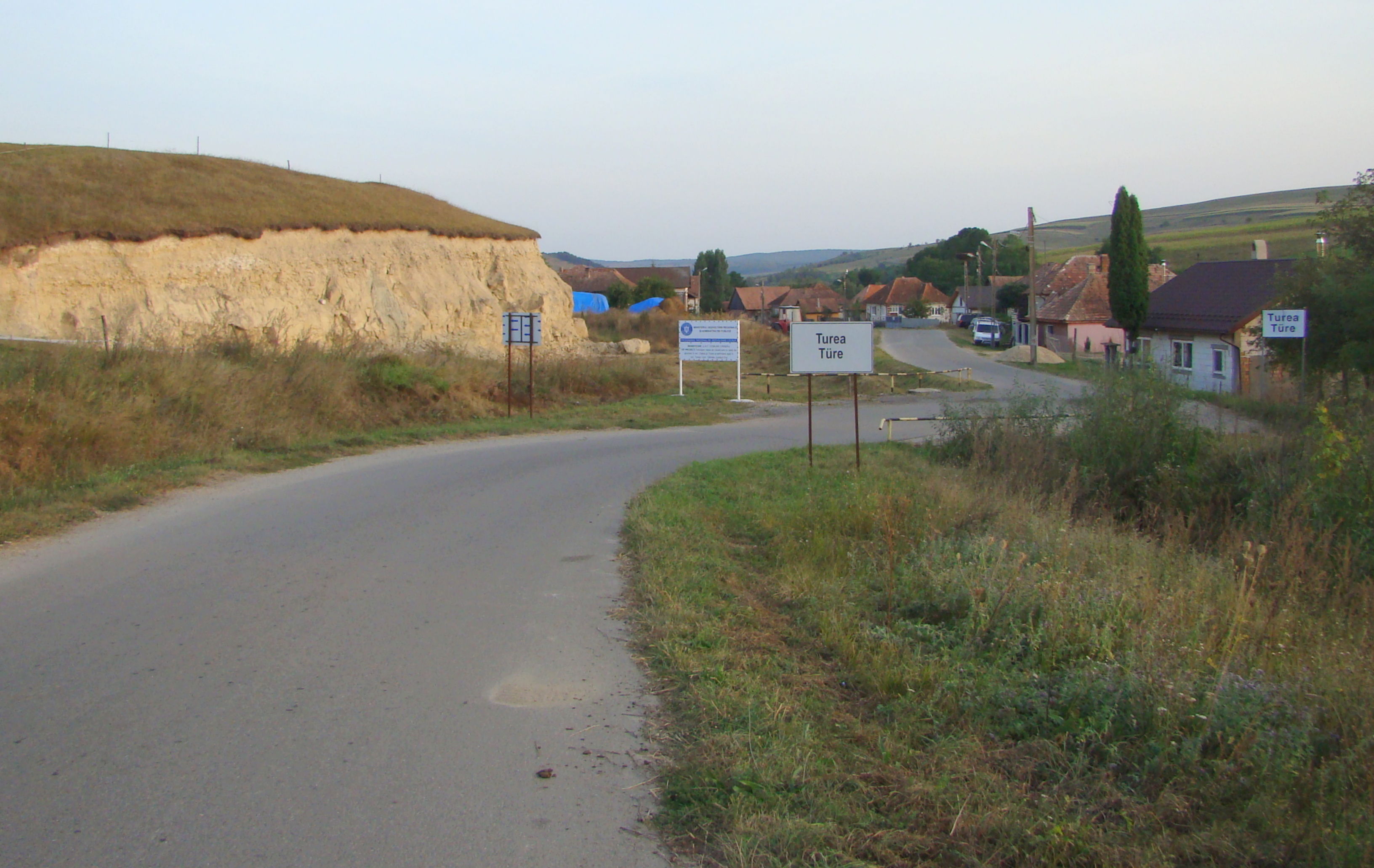
Turea
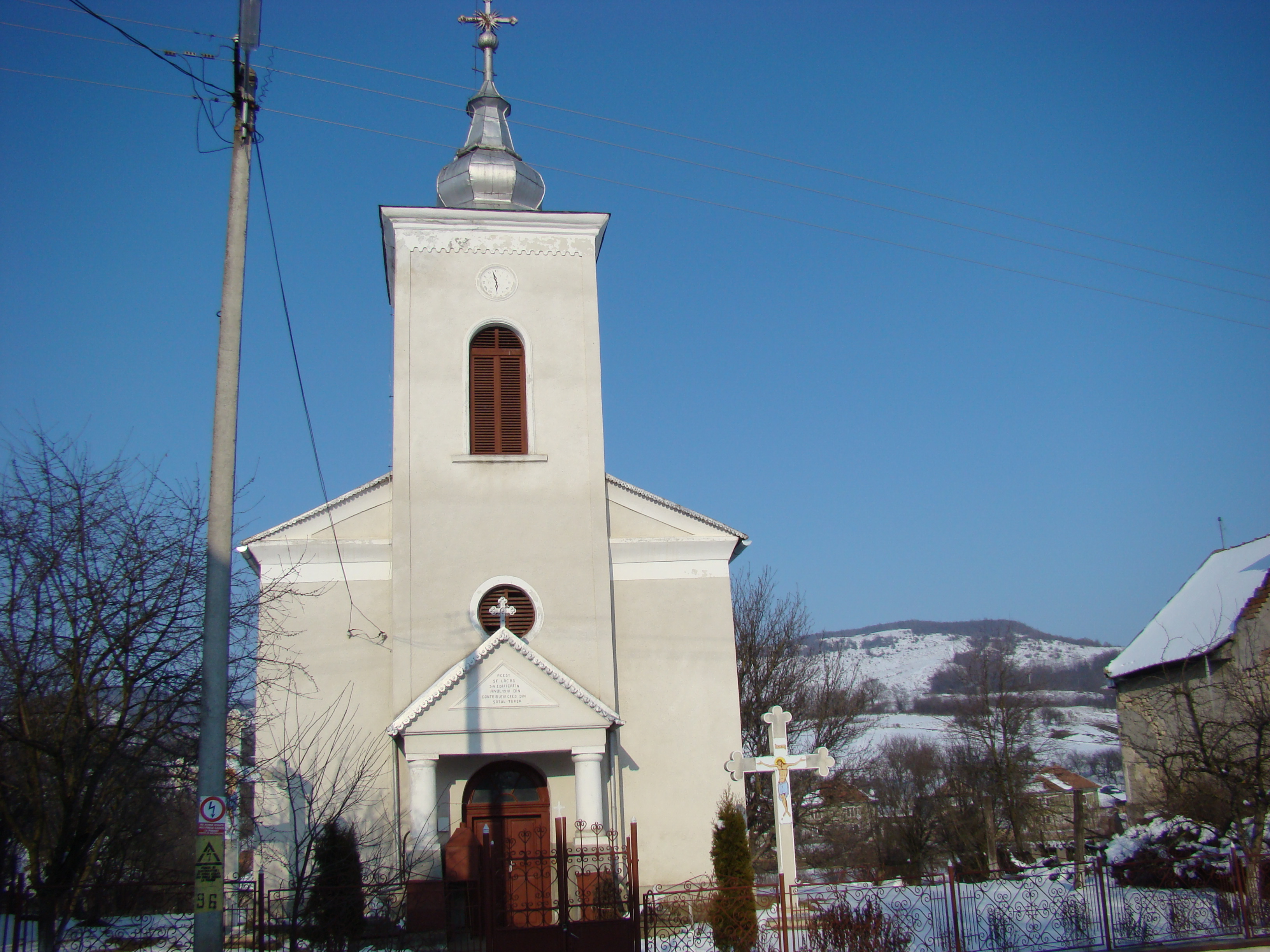
Biserica ortodoxă din Turea
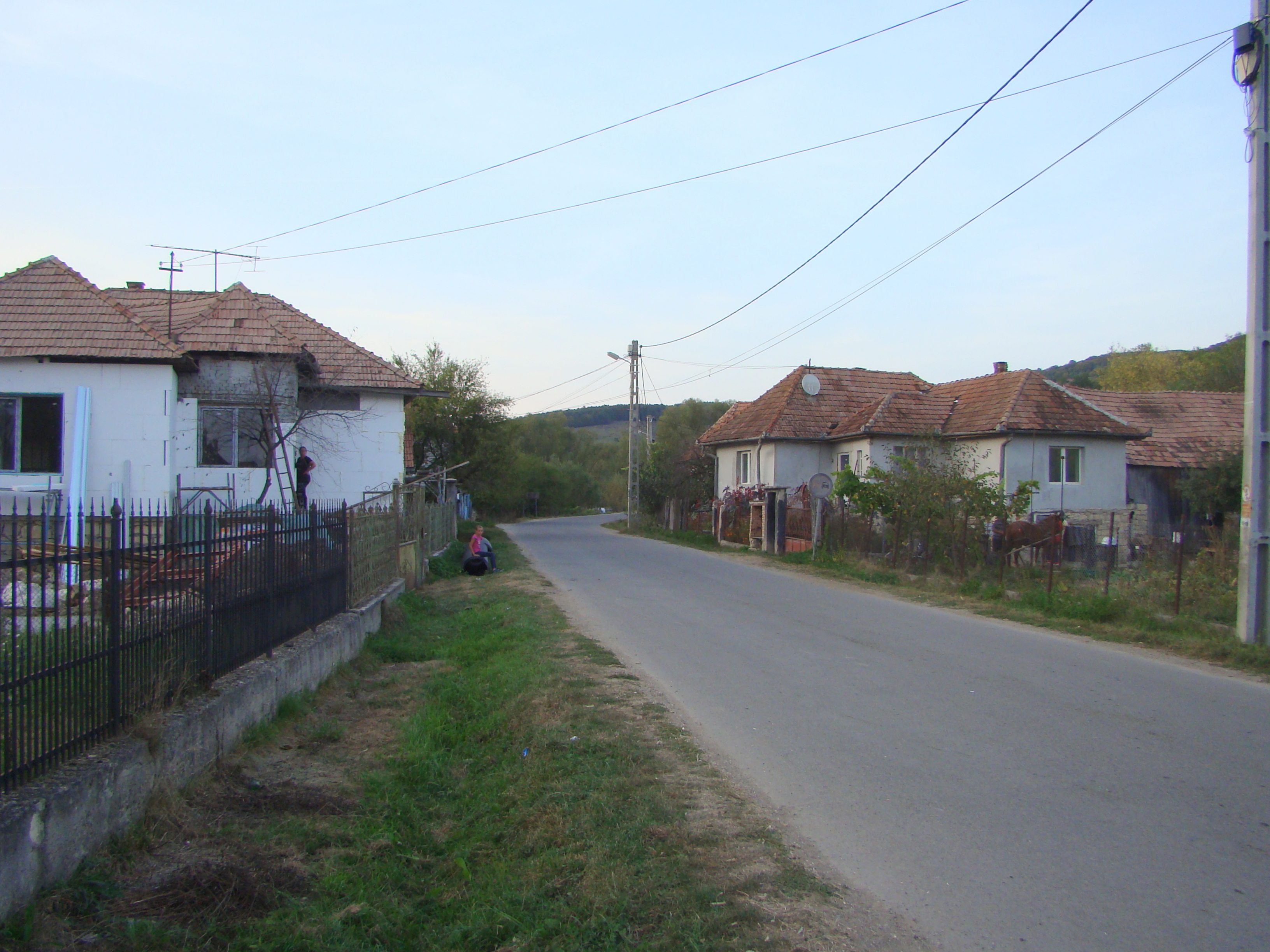
Turea, județul Cluj
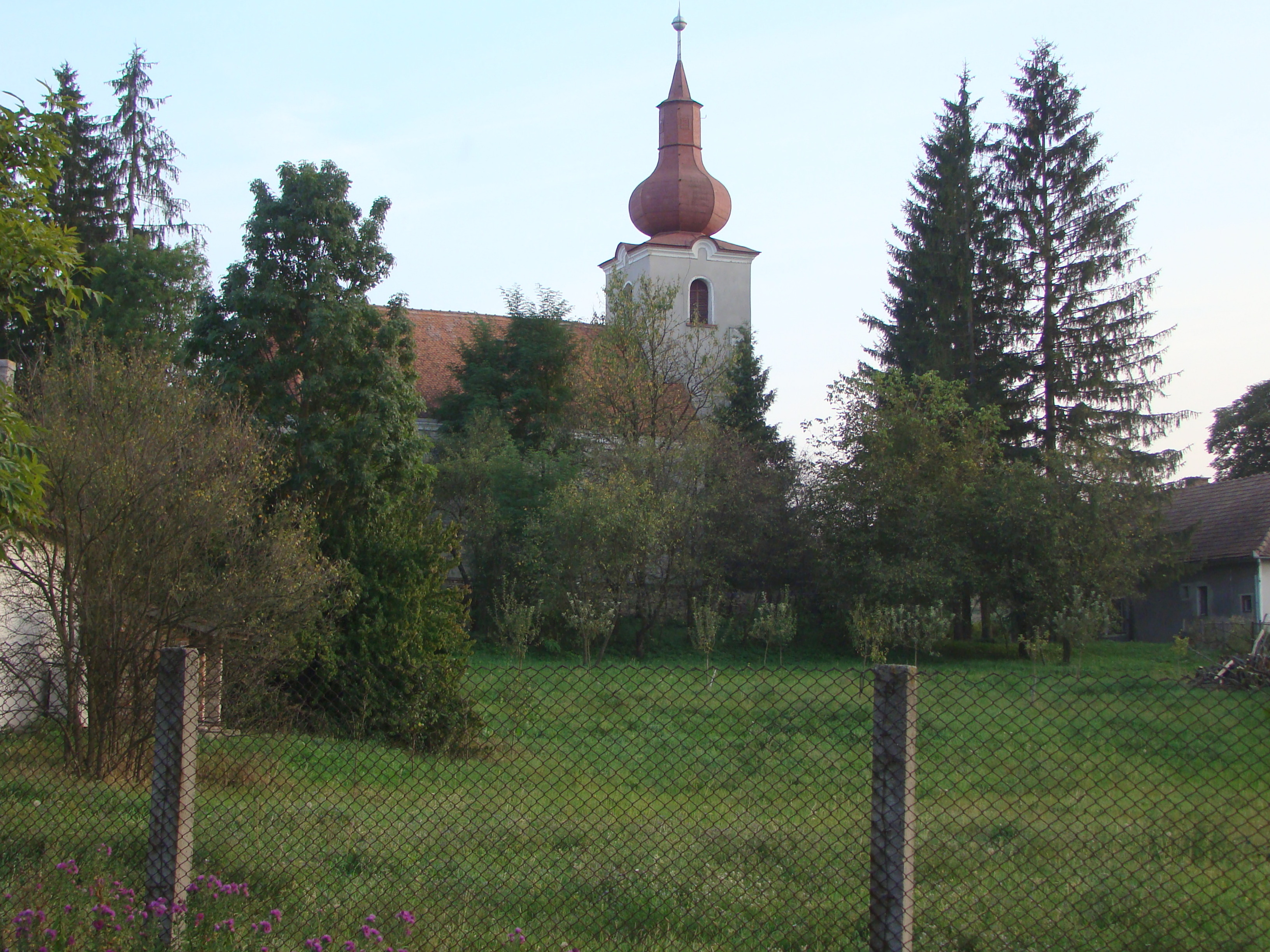
Biserica reformată din Turea
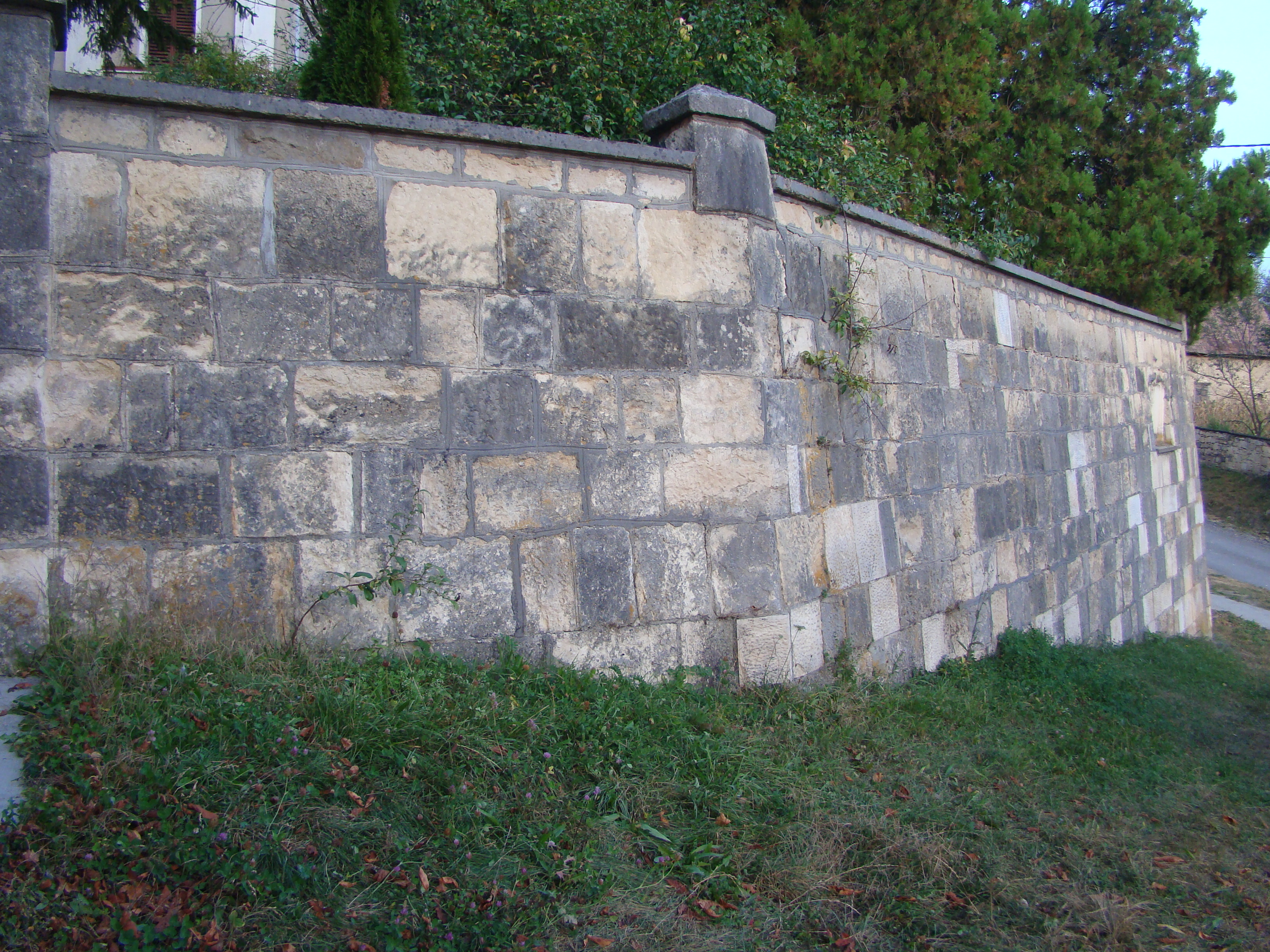
Zidul bisericii reformate
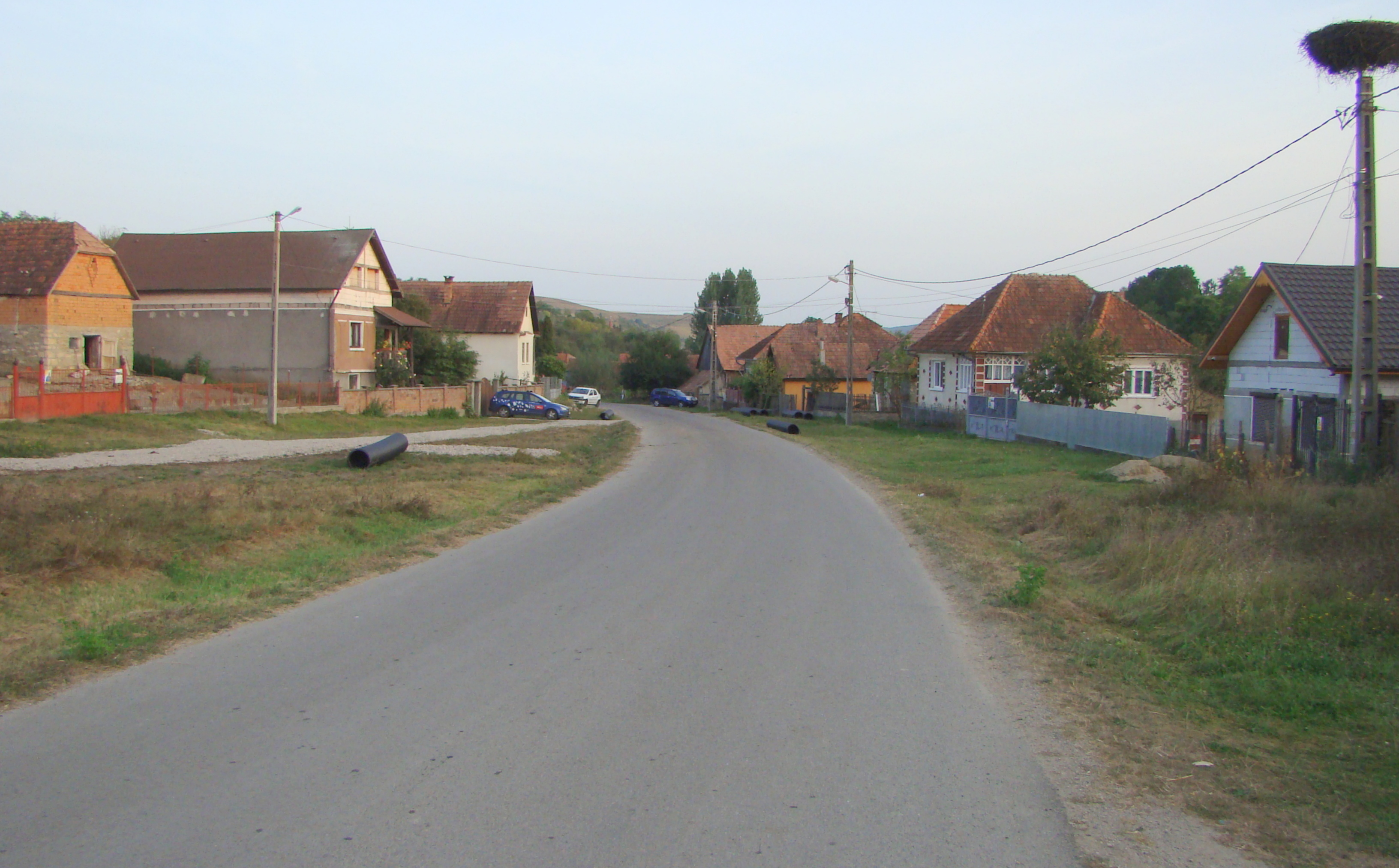
Turea, județul Cluj
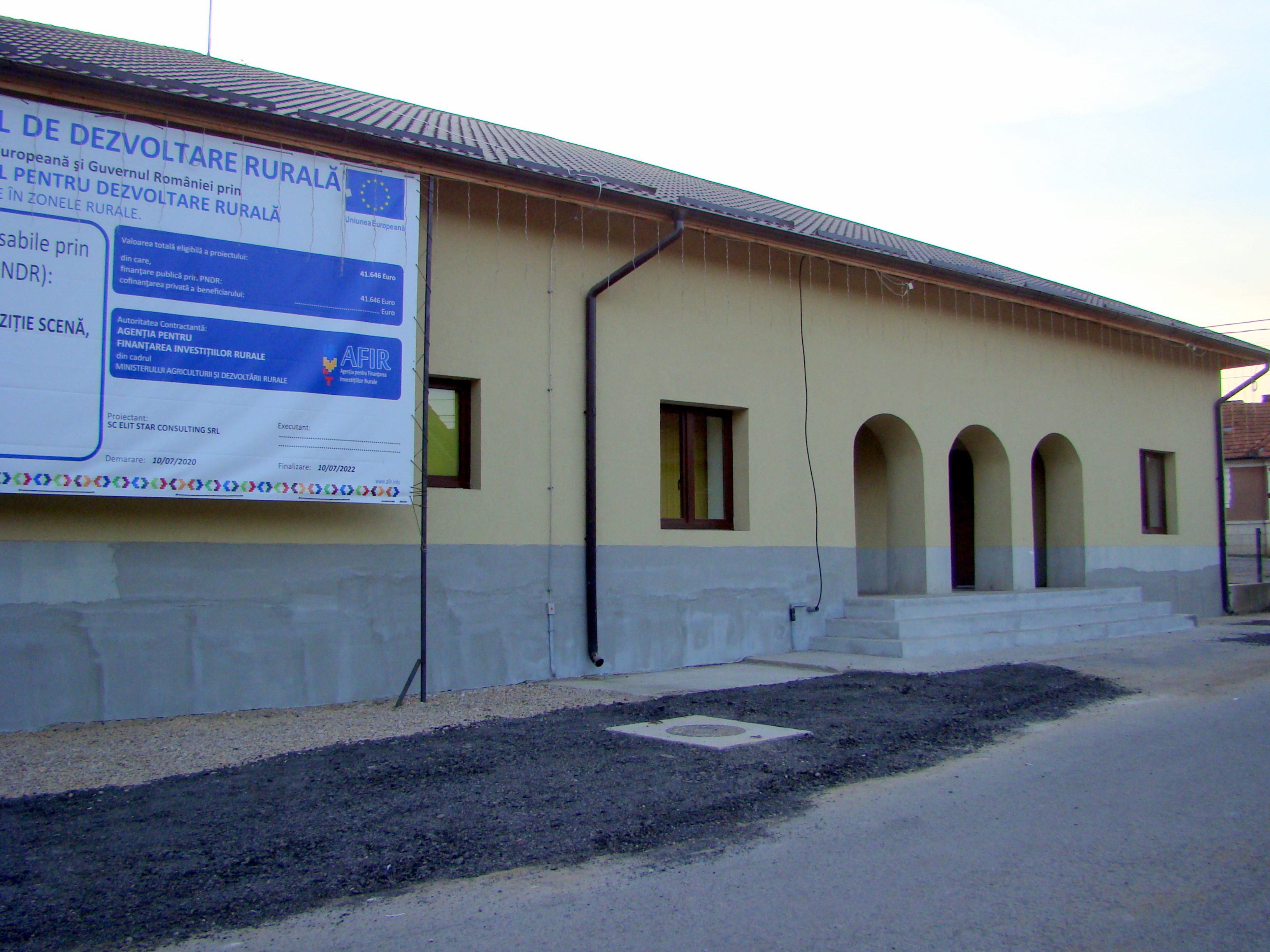
Căminul cultural
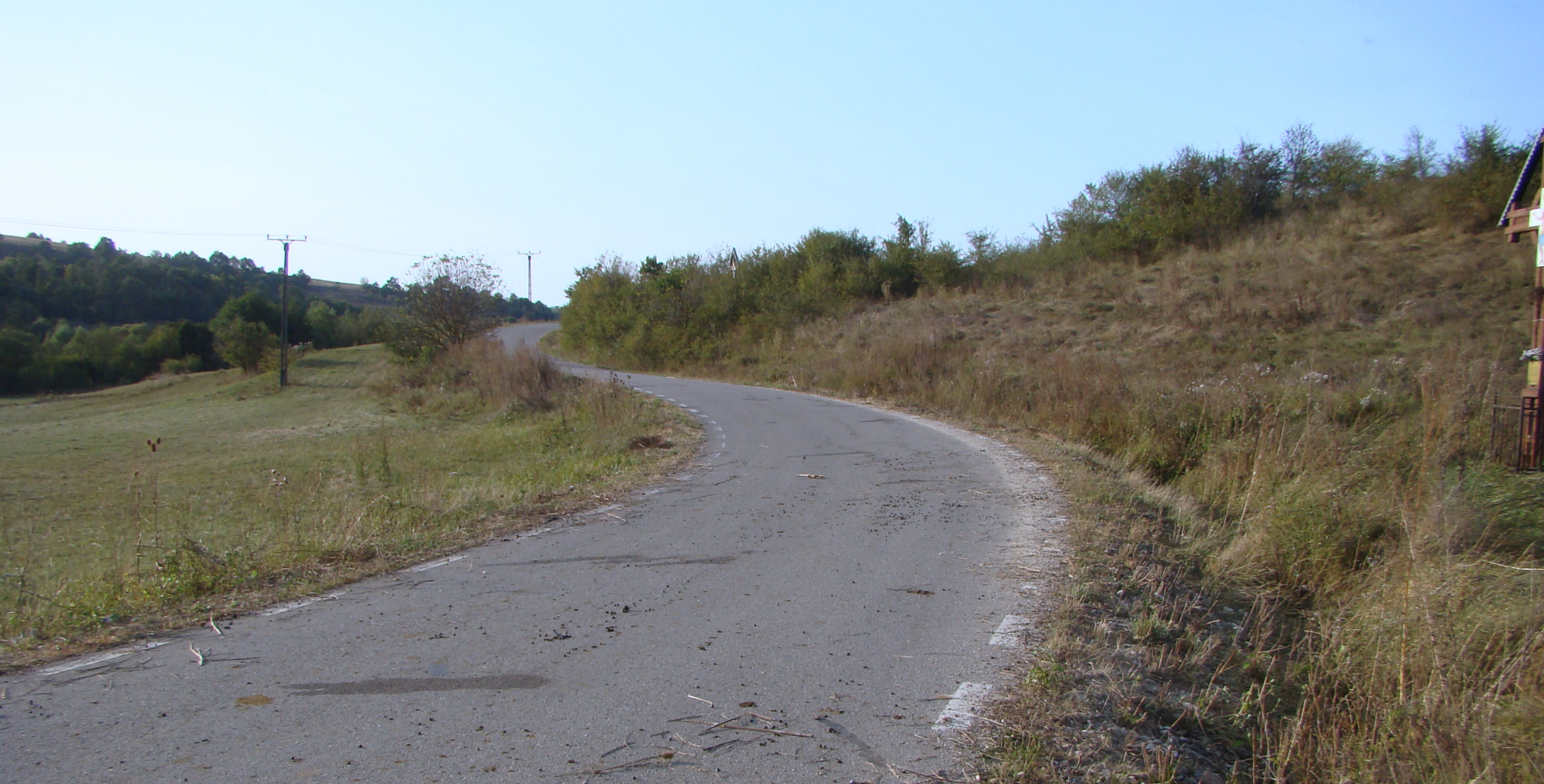
Drumul Turea-Cornești
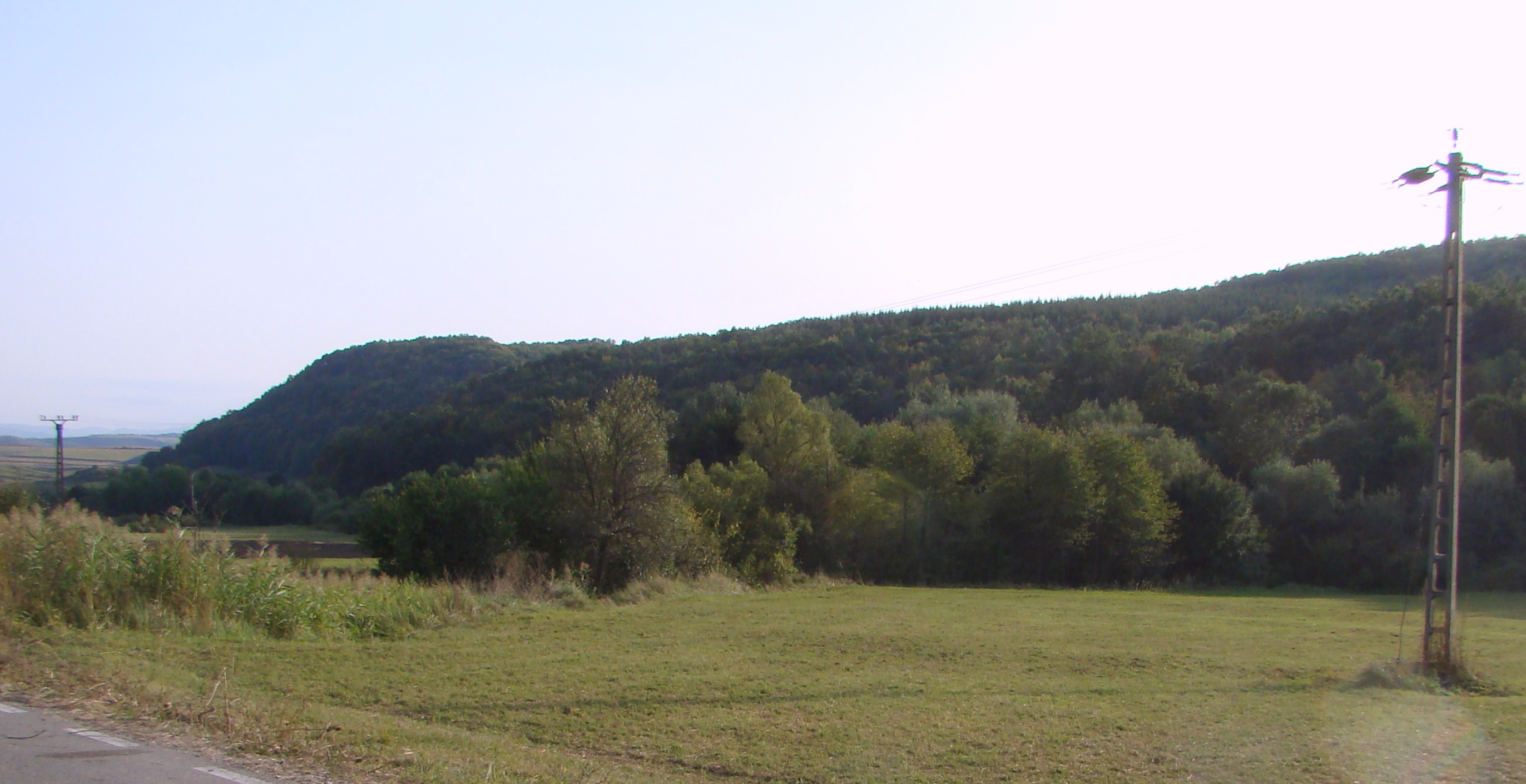
Drumul Turea-Cornești, județul Cluj
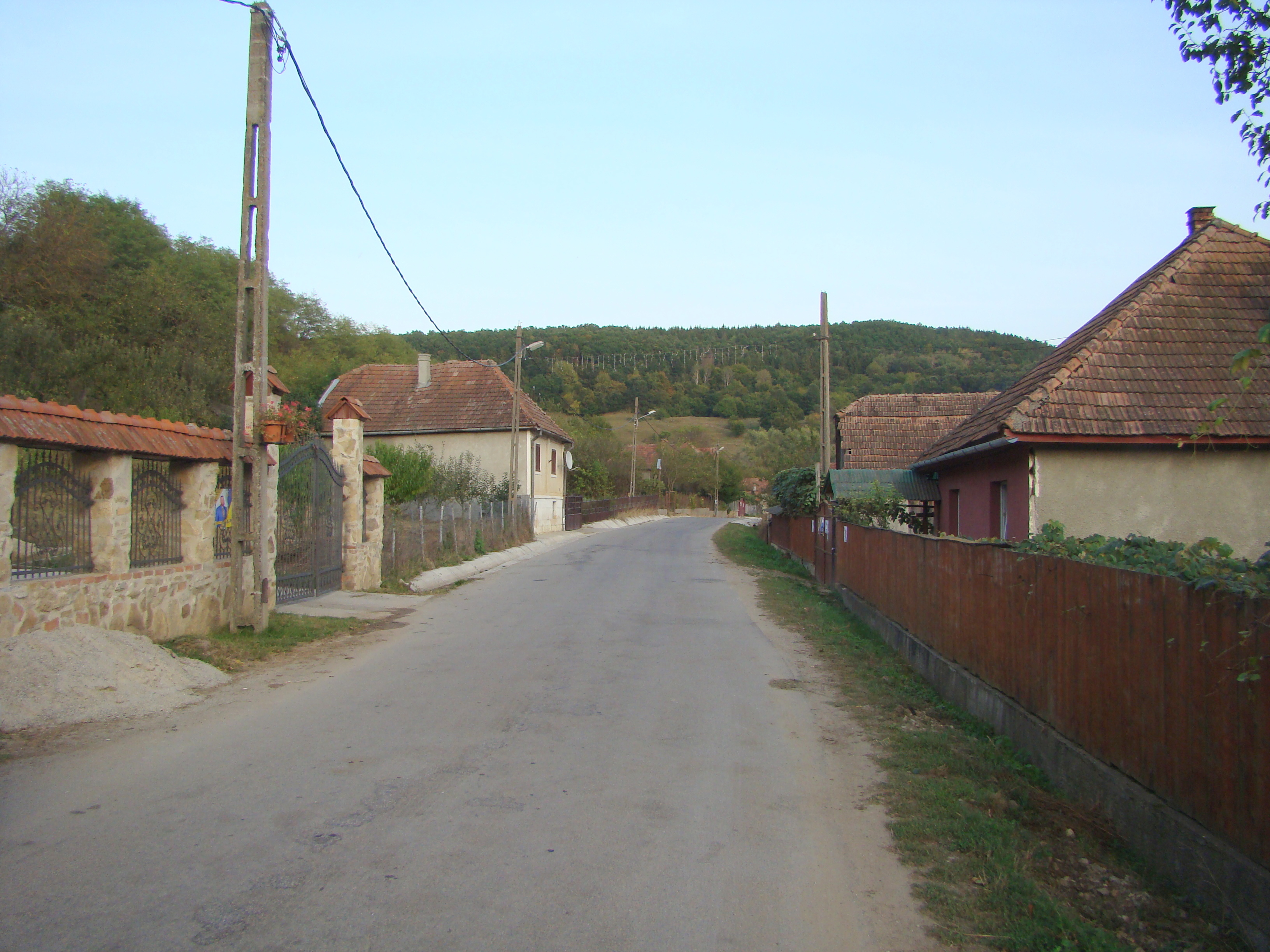
Cornești
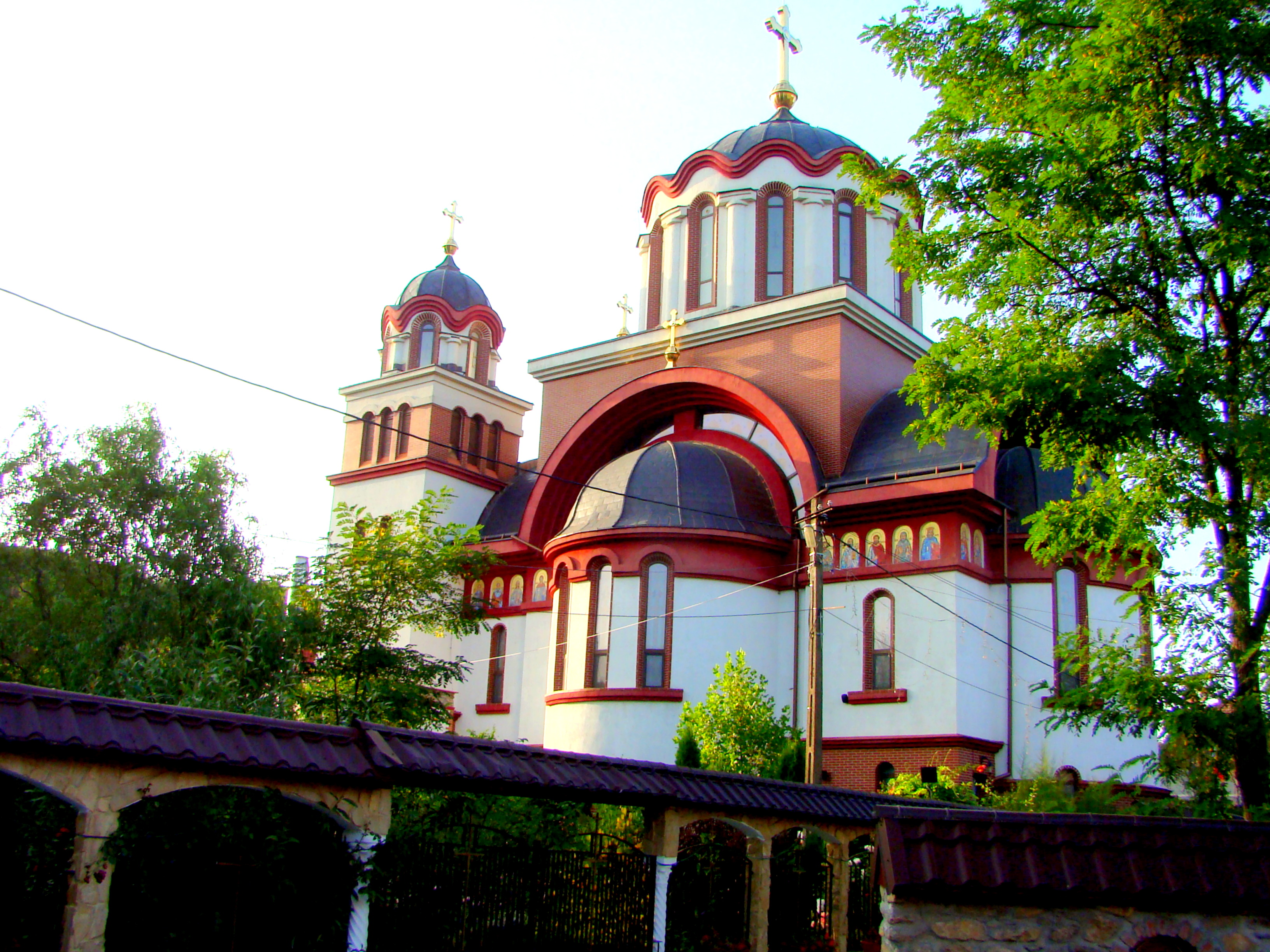
Biserica „Adormirea Maicii Domnului”
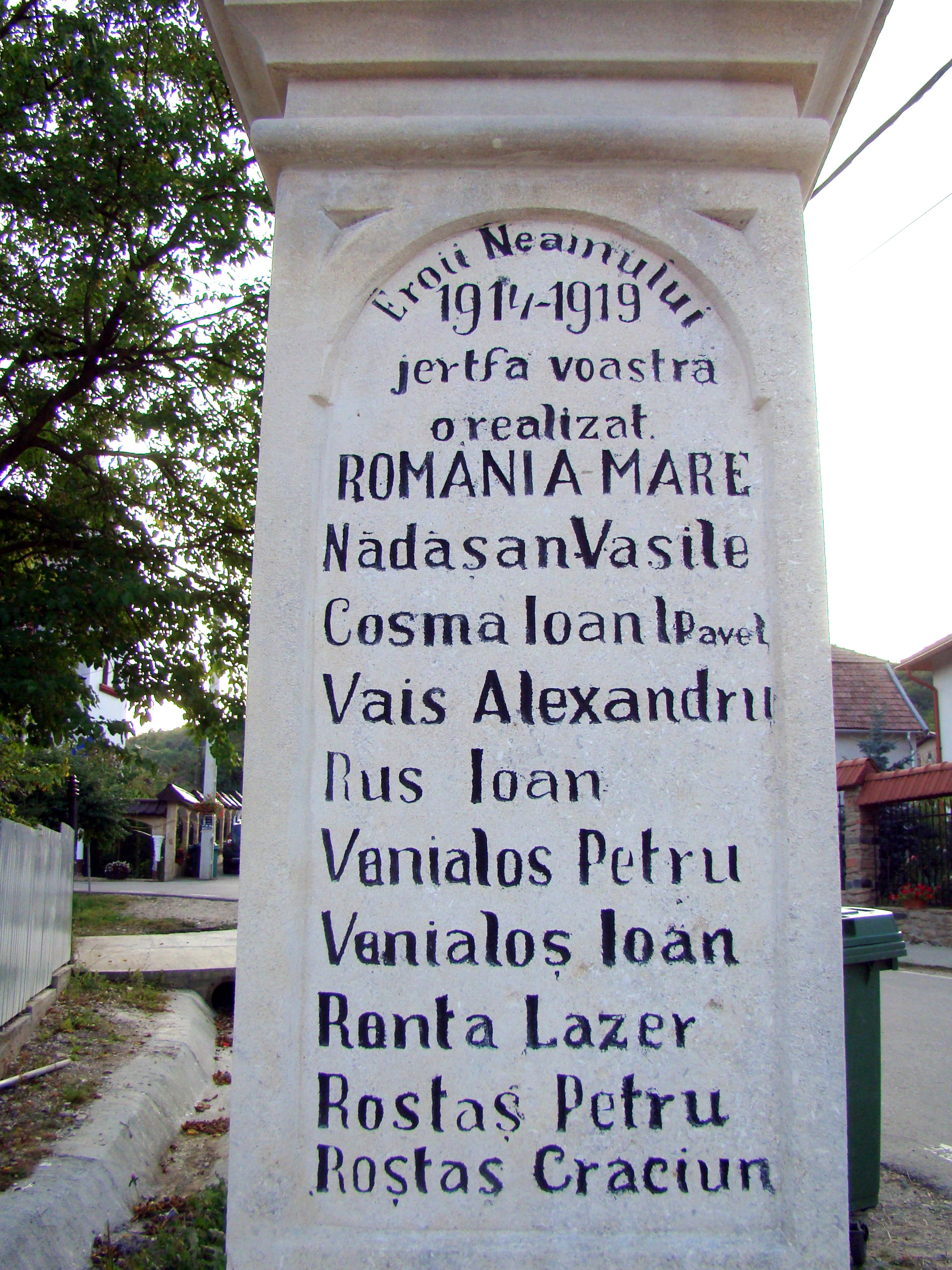
Monumentul eroilor români (detaliu)
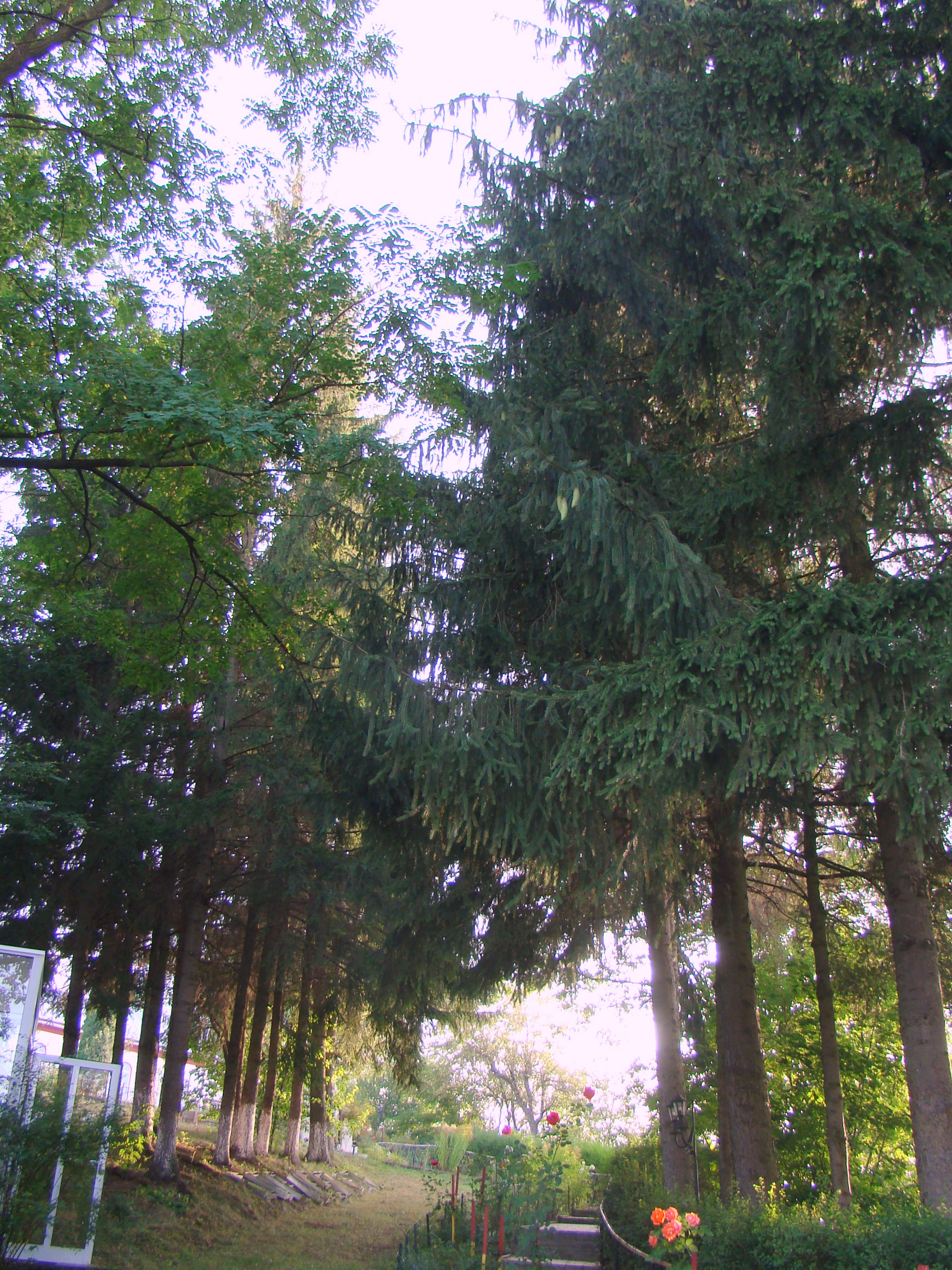
Biserica "Sfântul Niculae" din Cornești (Gârbău), județul Cluj
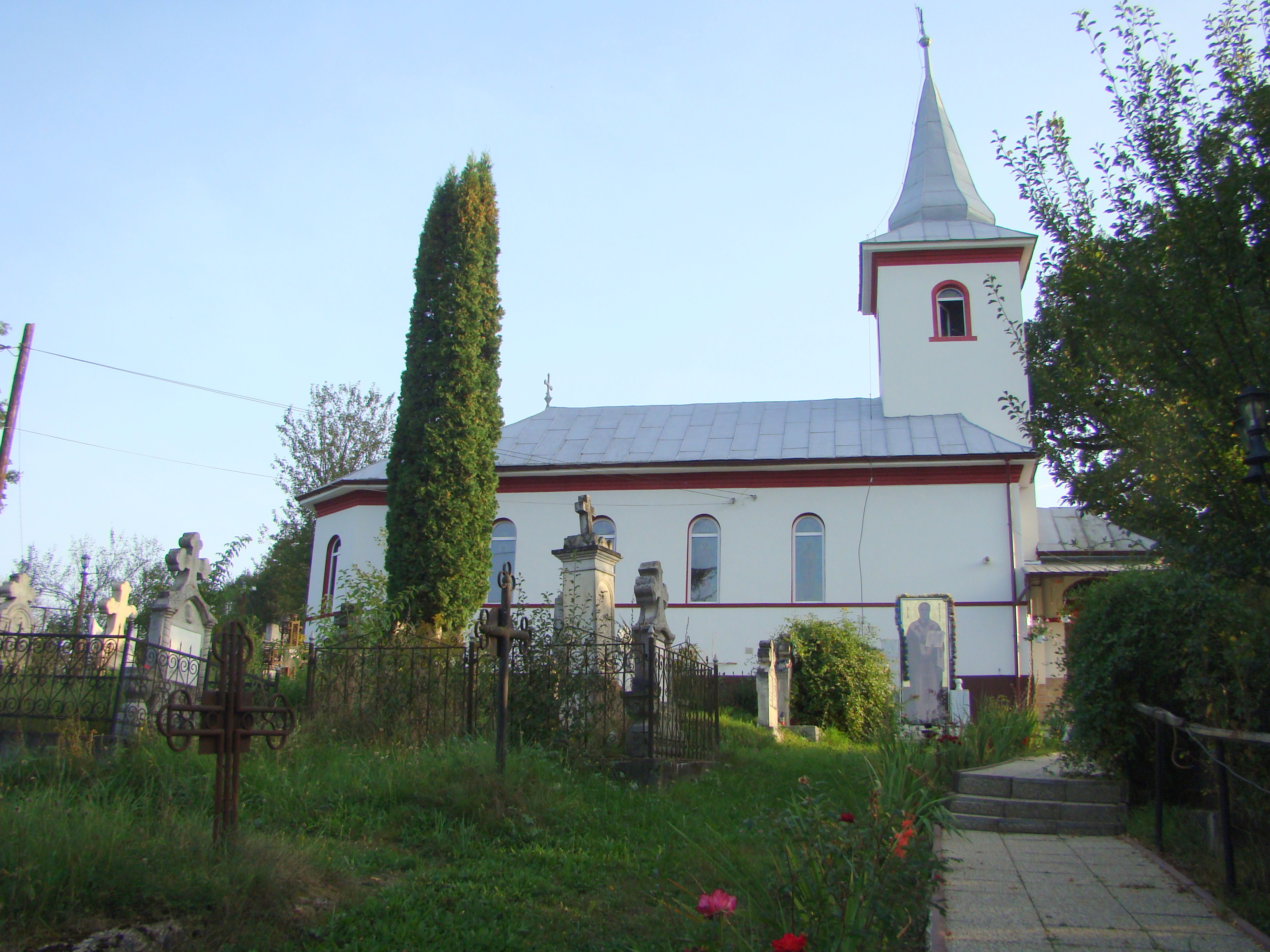
Biserica „Sfântul Ierarh Nicolae”
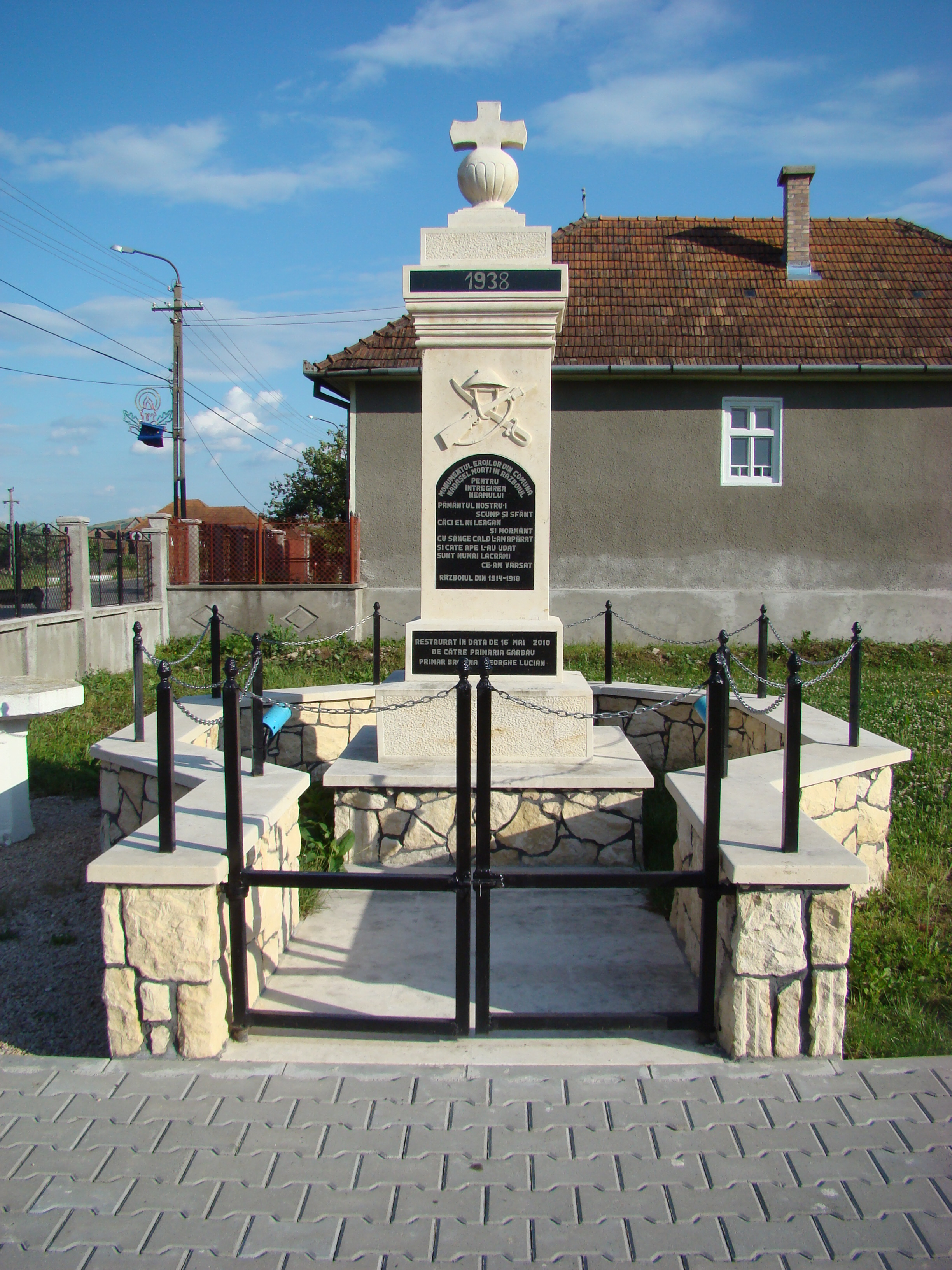
Monumentul eroilor români din Nădășelu
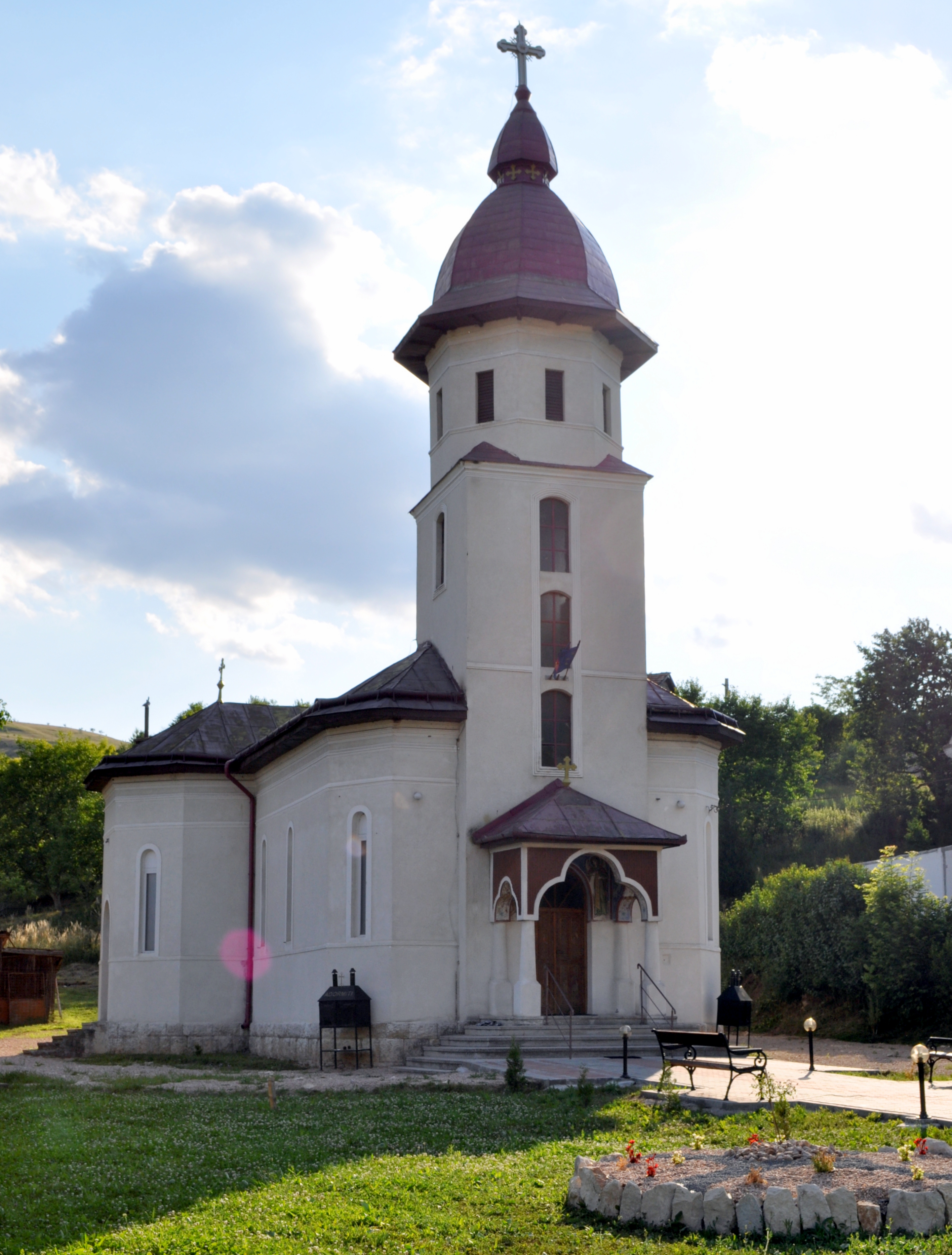
Biserica din Nădășelu
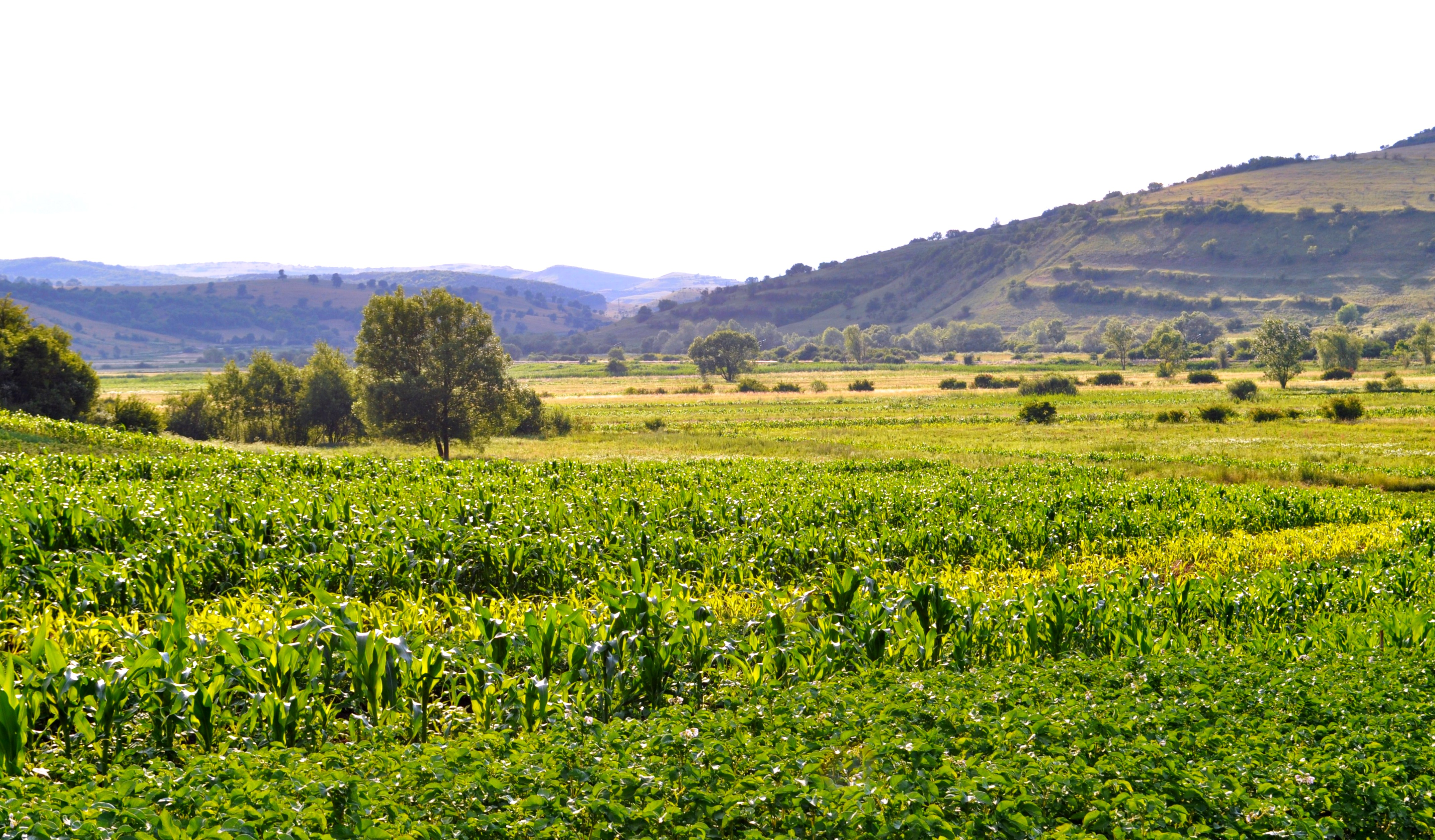
Viștea
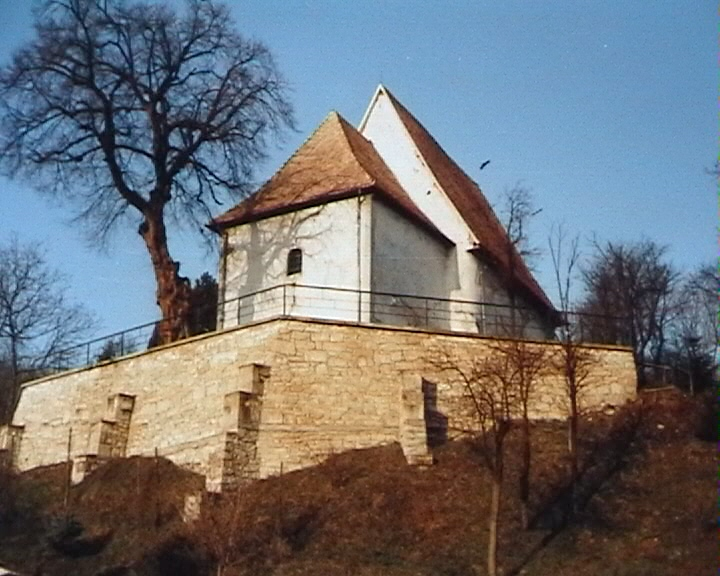
Biserica reformată din Viștea (monument istoric)
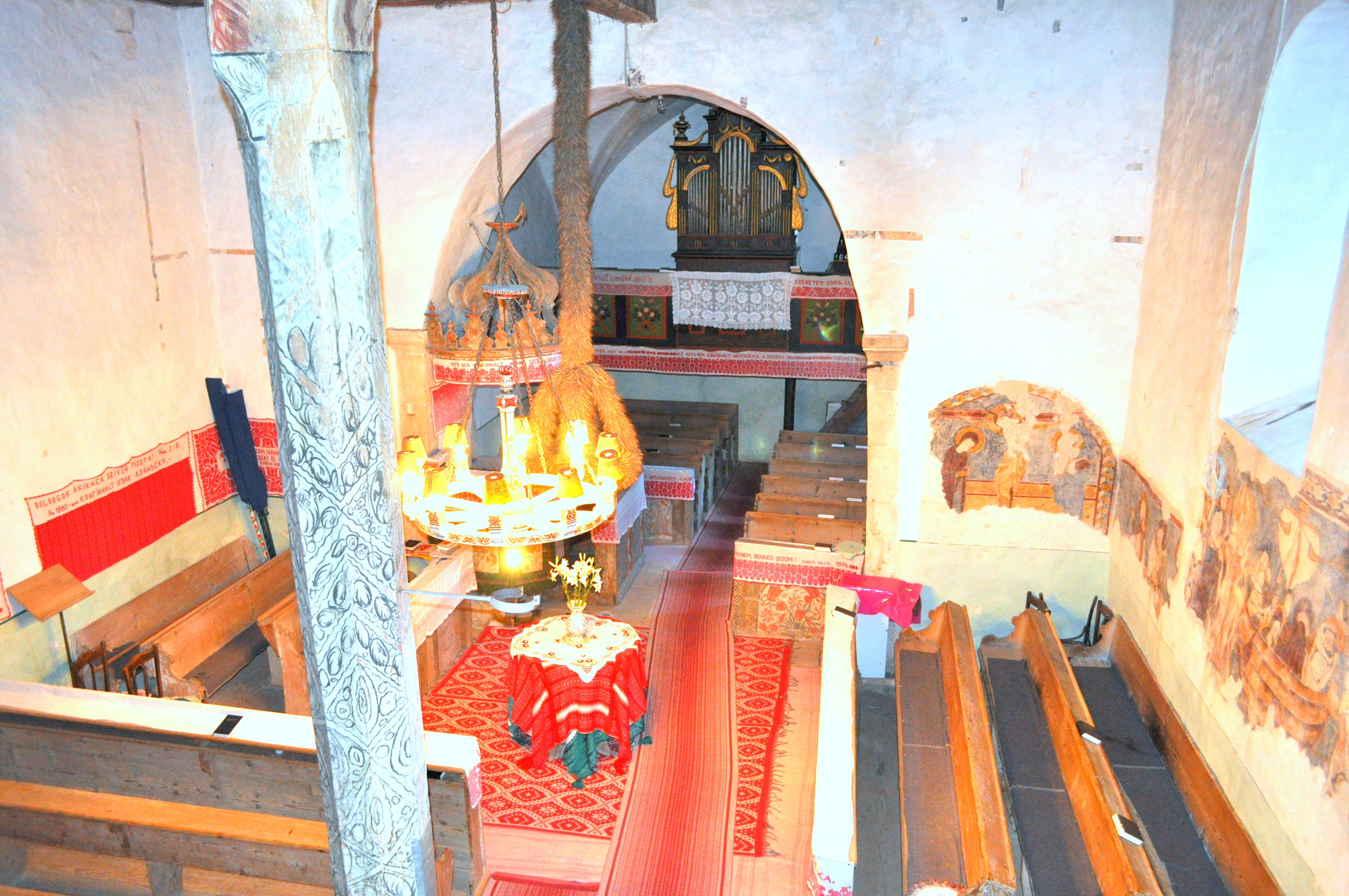
Biserica reformată din Viștea (monument istoric)
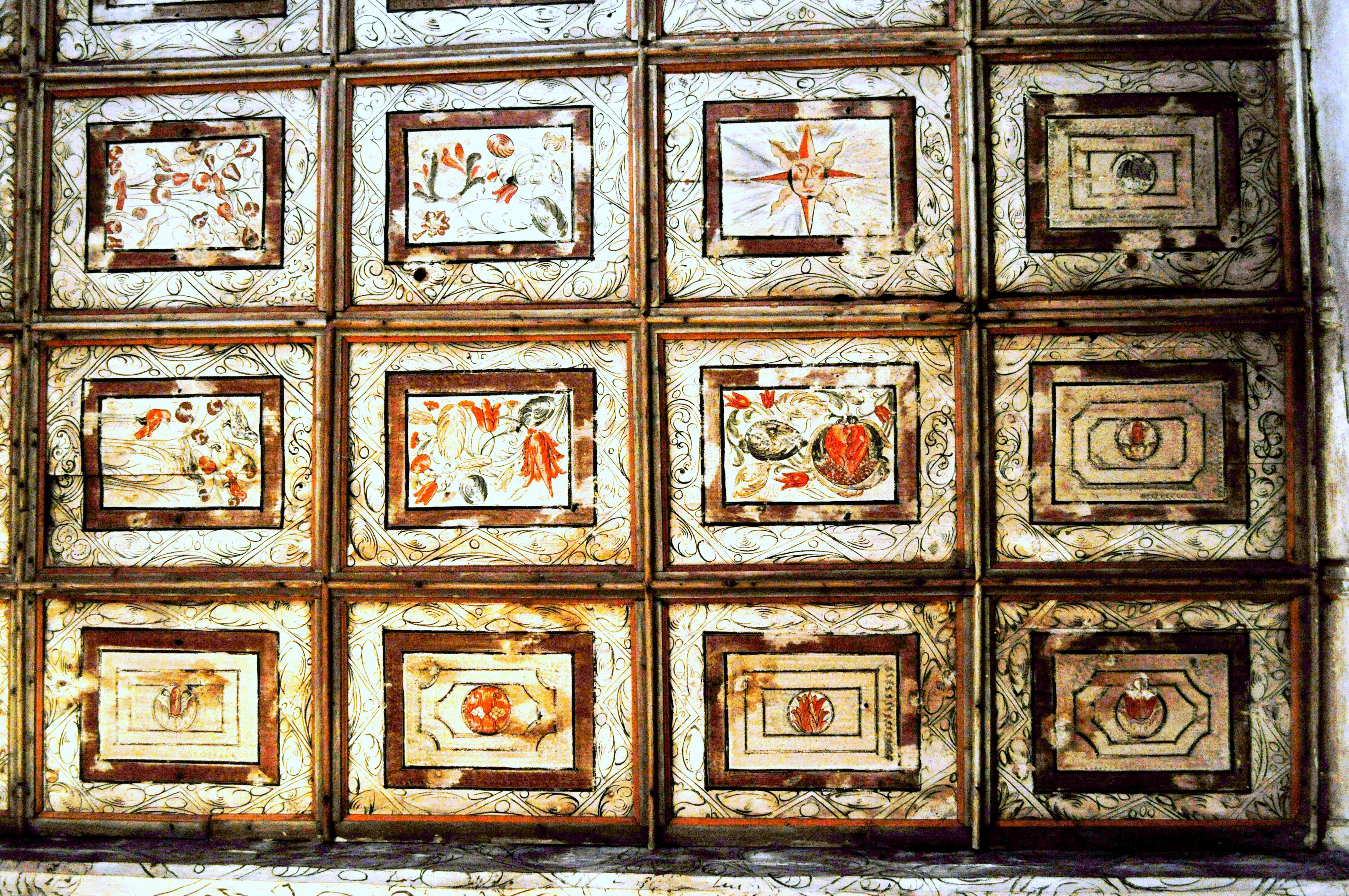
Viștea - tavanul casetat
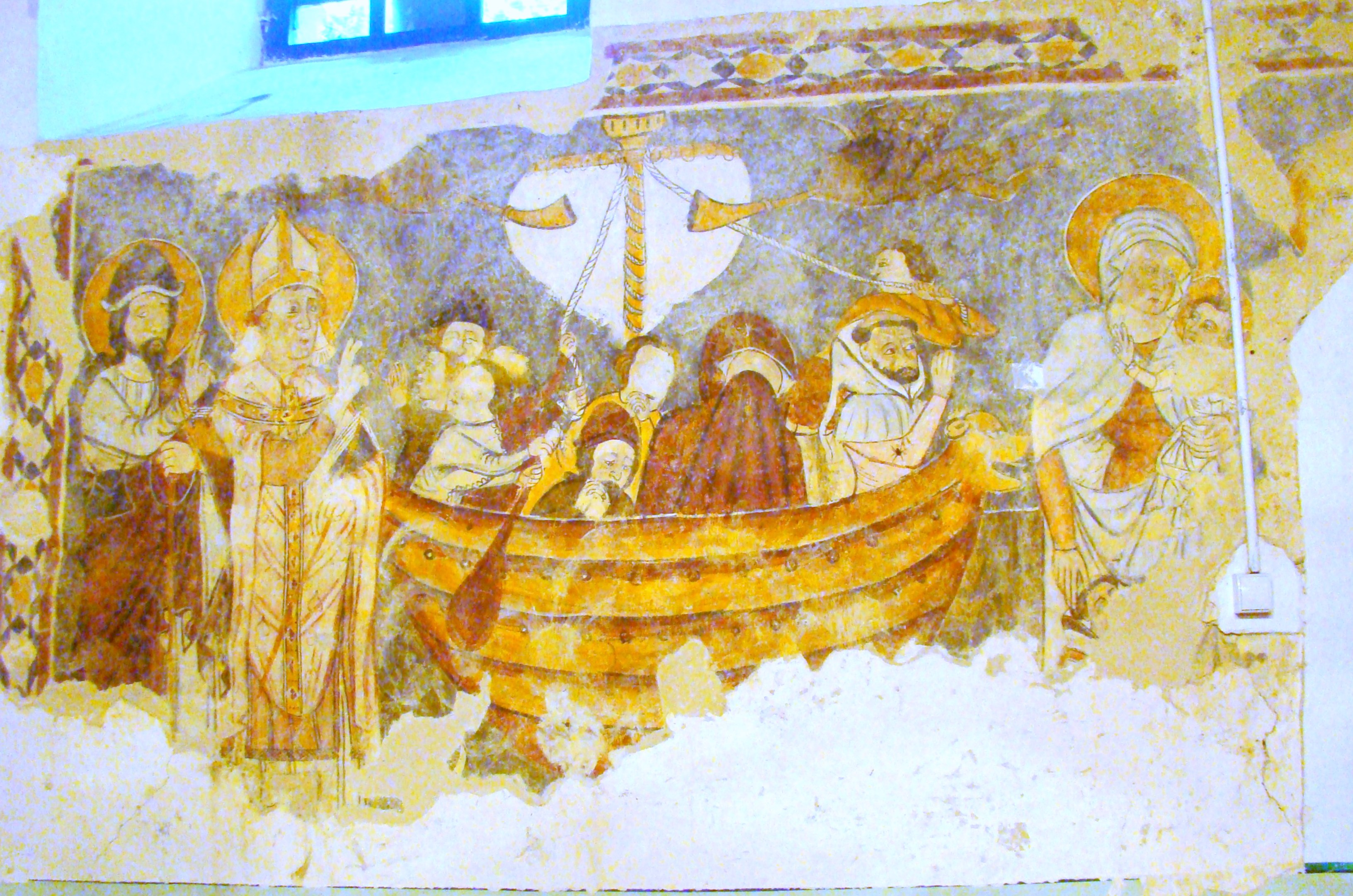
Viștea - Navicella (copie după pictura lui Giotto)
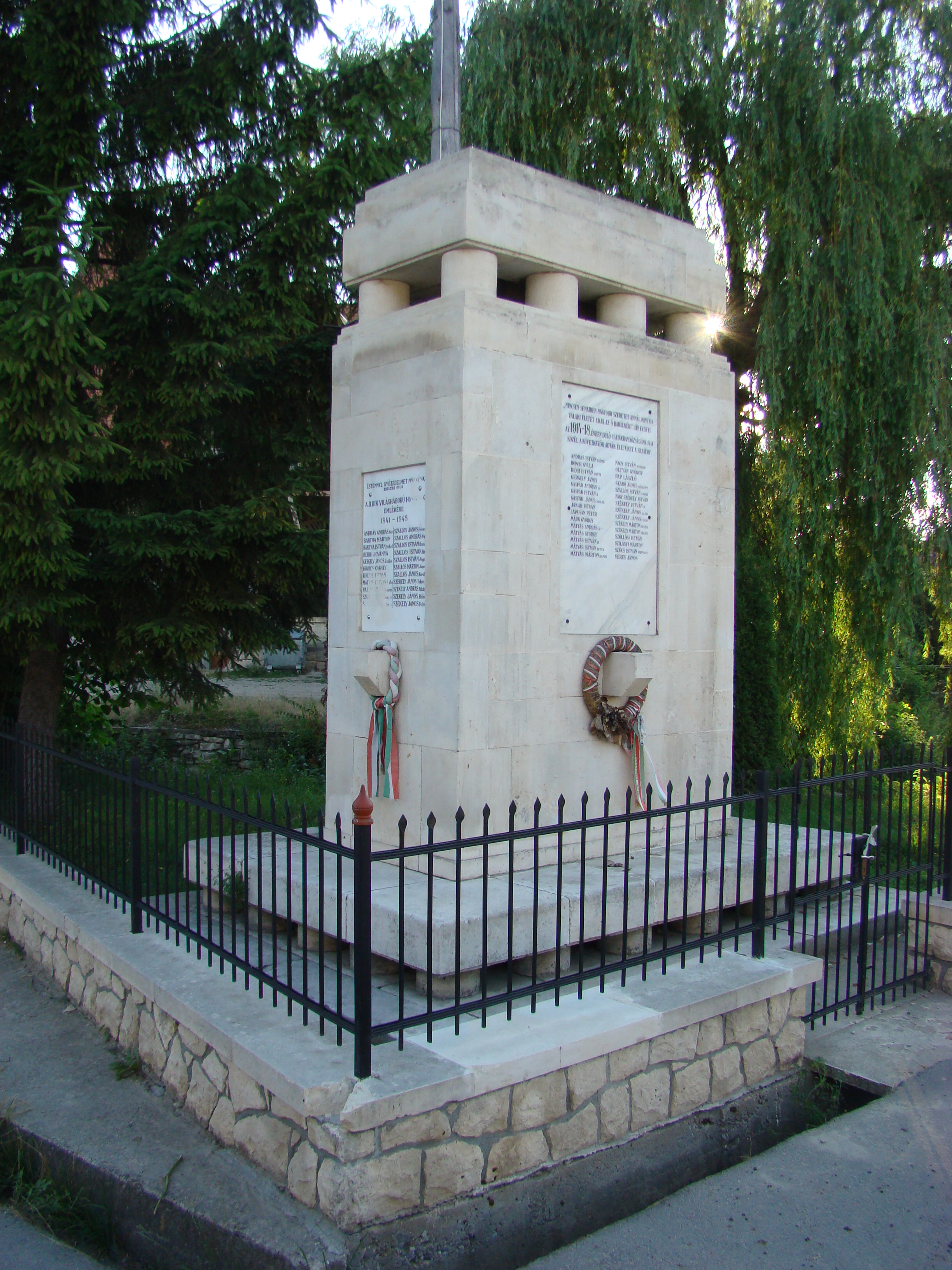
Monumentul eroilor maghiari